# Vampiro

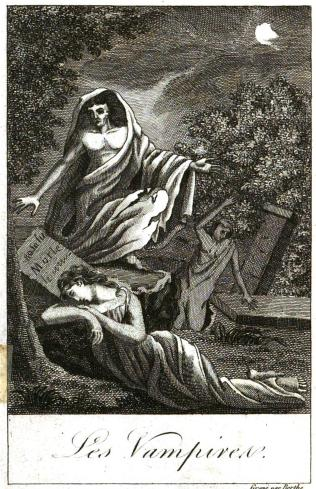
Les vampires, gravura francesa de 1820

Vampiro é um ser mitológico ou folclórico que sobrevive se alimentando da essência vital de criaturas vivas (geralmente sob a forma de sangue), independentemente de ser um morto-vivo ou uma pessoa viva.
Embora entidades vampíricas tenham sido registradas em várias culturas, possivelmente em tempos tão recuados quanto a pré-história, o termo vampiro apenas se tornou popular no início do século XIX, após um influxo de superstições vampíricas na Europa Ocidental, vindas de áreas onde lendas sobre vampiros eram frequentes, como os Balcãs e a Europa Oriental, embora variantes locais sejam também conhecidas por outras designações, como vrykolakas na Grécia e  strigoi na Roménia. Este aumento das superstições vampíricas na Europa levou a uma histeria colectiva, resultando em alguns casos na perfuração de cadáveres com estacas e acusações de vampirismo.
Embora mesmo os vampiros do folclore balcânico e da Europa Oriental possuam um vasto leque de aparências físicas, variando de quase humanos até corpos em avançado estado de decomposição, foi em 1819, com o sucesso do romance de John Polidori The Vampyre, que se estabeleceu o arquétipo do vampiro carismático e sofisticado; o que pode ser considerado a mais influente obra sobre vampiros do início do século XIX, inspirando obras como Varney the Vampire e eventualmente Drácula.
É, no entanto, o romance de 1897 de Bram Stoker, Drácula, que perdura como a quinta essência da literatura sobre vampiros e que gerou a base da moderna ficção sobre o tema.
Drácula foi inspirado em mitologias anteriores sobre lobisomens e outros demónios lendários semelhantes e "deu voz às ansiedades de uma era" e aos "medos do patriarcado vitoriano".
O sucesso deste livro deu origem a um género distinto de vampiro, ainda popular no século XXI, com livros, filmes, jogos de vídeo e programas de televisão. O vampiro é uma figura de tal modo dominante no género de terror que a historiadora de literatura Susan Sellers coloca o actual mito vampírico na "segurança comparativa do fantástico [existente] nos pesadelos".

## Etimologia

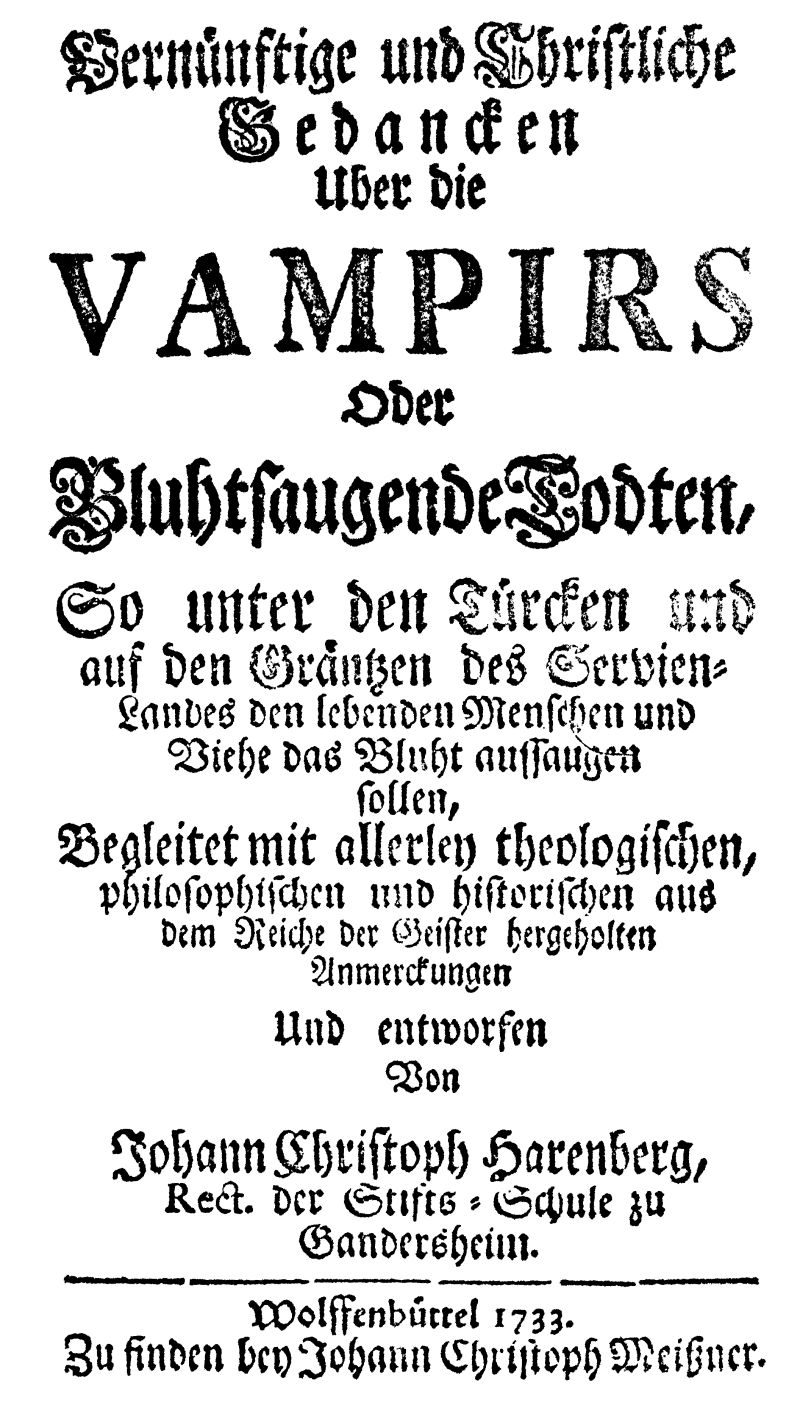
Frontispício de um livro alemão de 1733 sobre vampiros

O termo entrou na língua portuguesa no século XVIII por via do francês vampire, que o tomou do alemão Vampir, que por sua vez o tomou emprestado no início do século XVIII do sérvio вампир/vampir, quando Arnold Paole, um suposto vampiro, foi descrito na Sérvia na época em que esse território estava incorporado no Império Austríaco. O Houaiss dá ainda como possível origem o húngaro, além do sérvio, apresentando como formas históricas vampire (c.1784), vampiro (1815) e vampyro (1857). Uma das primeiras ocorrências do termo registradas na língua portuguesa surge num texto português datado de 1784, em que é usada a forma vampire, indicando a sua proveniência directa do francês. Em 1815 regista-se já a forma actual,  vampiro.
A forma sérvia encontra paralelo em virtualmente todas as línguas eslavas: búlgaro e macedónio вампир (vampir), croata upir /upirina, checo e eslovaco upír, polaco wąpierz, e (talvez por influência eslavo-oriental) upiór, ucraniano упир (upyr), russo упырь (upyr'), bielorrusso упыр (upyr), do antigo eslavo oriental упирь (upir'). (Note-se que muitas destas línguas também integraram posteriormente o termo "vampir/wampir" por influência Ocidental; essas formas são distintas das palavras nativas originais para a criatura.) A etimologia exacta não é clara. Entre as formas protoeslavas propostas estão *ǫpyrь e *ǫpirь. Uma outra teoria, com menor divulgação, é a das línguas eslavas terem tomado a palavra a partir de um termo turco para "bruxo" (e.g., o tártaro ubyr).
Acredita-se geralmente que o primeiro uso registado do russo arcaico Упирь (Upir') encontra-se num documento datado de 6555 (1047 AD). É um cólofon num manuscrito do Livro dos Salmos escrito por um padre que transcreveu o livro do glagolítico para o cirílico por encomenda do Príncipe  Volodymyr Yaroslavovych. O padre escreve que o seu nome é "Upir'  Likhyi " (Оупирь Лихыи), que significa algo como "Vampiro Malvado" ou "Vampiro Louco". Este nome aparentemente estranho tem sido citado tanto como um exemplo do paganismo que à época ainda persistia, assim como do uso de alcunhas como nomes próprios.
Uma outra instância da palavra em russo arcaico ocorre no tratado antipagão "Diálogos de São Gregório", datado entre os séculos XI e XIII, onde é registado o culto pagão de upyri.

## Crenças populares
A noção de vampirismo existe há milénios; culturas como as da Mesopotâmia, Hebraica, da Grécia Antiga, e a romana continham lendas de demónios e espíritos que são considerados precursores dos modernos vampiros. No entanto, apesar da ocorrência de criaturas do tipo dos vampiros nessas civilizações antigas, o folclore da entidade que conhecemos hoje como vampiro teve origem quase exclusivamente no sudeste da Europa  no início do século XVIII, quando as tradições orais de muitos grupos étnicos dessa região foram registados e publicados. Em muitos casos, os vampiros são espectros de seres malignos, vítimas de suicídio, ou bruxos, mas podem também ser criados quando um espírito maléfico possui um corpo ou quando se é mordido por um vampiro. A crença em tais lendas penetrou tanto em algumas regiões que causou histeria colectiva e até execuções públicas de pessoas que se acreditavam serem vampiros.

### Descrição e atributos comuns

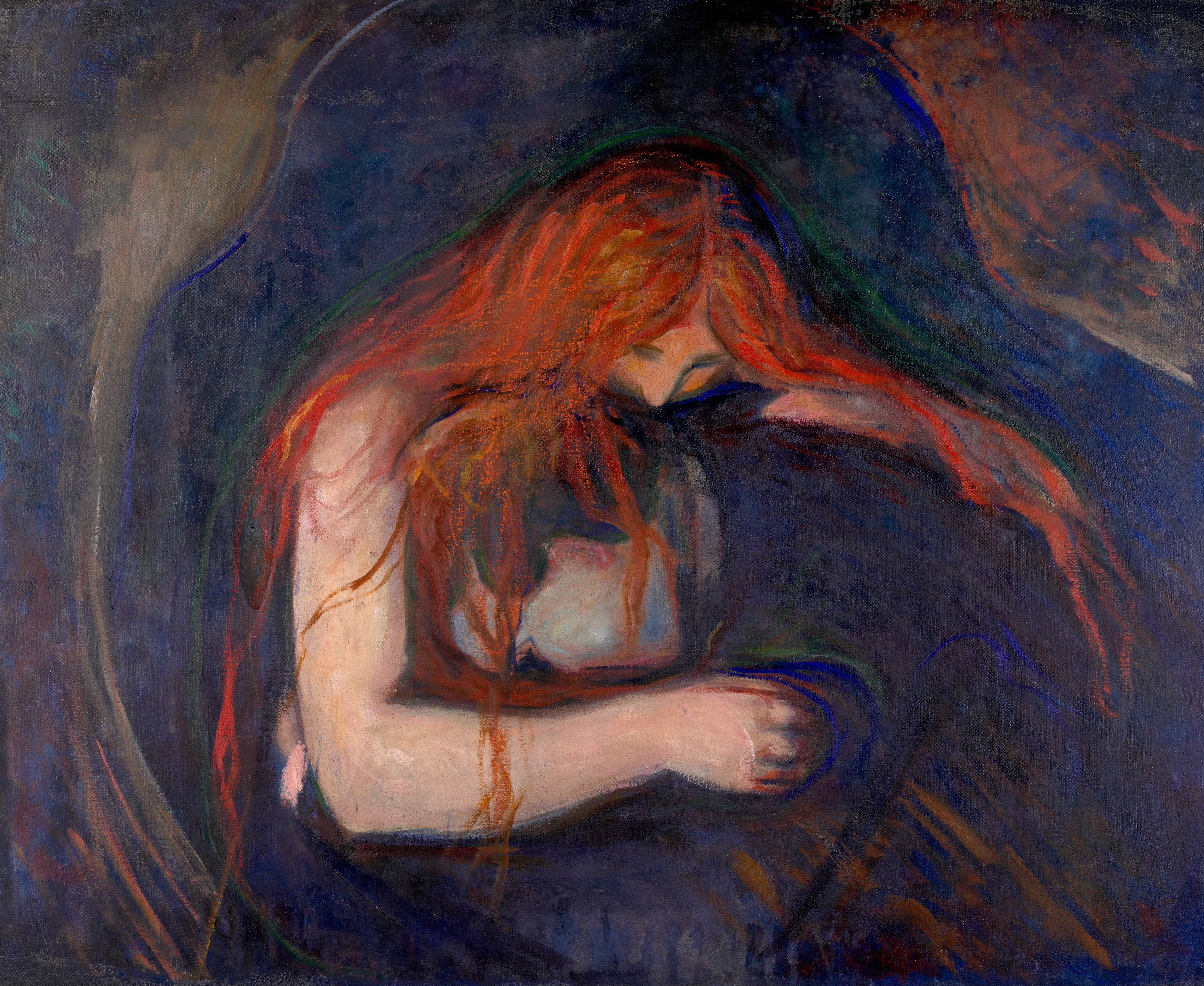
A vampira (1895) por Edvard Munch

É difícil fazer uma descrição única e final do vampiro da tradição popular, embora exista uma série de elementos comuns a muitas das lendas europeias. Os vampiros são muitas vezes descritos como de aparência inchada, e com uma coloração rósea, púrpura ou escura; estas características são frequentemente atribuídas a uma recente ingestão de sangue. De facto, o sangue é muitas vezes visto perpassando da boca e nariz quando um vampiro era visto no seu caixão ou mortalha, e o olho esquerdo fora deixado aberto. O vampiro estaria envolto na mortalha de linho em que havia sido enterrado, e os seus dentes, cabelo e unhas poderiam apresentar algum crescimento, embora em geral os dentes pontiagudos não fossem uma característica.

#### Geração
As causas da geração de vampiros eram muitas e variadas nas antigas tradições populares. No folclore eslavo e chinês, qualquer corpo que fosse acometido por um animal, em particular um cão ou gato, temia-se que se tivesse tornado num morto-vivo. Um corpo com uma ferida que não houvesse sido tratada com água a ferver estaria também em risco. No folclore russo, dizia-se que os vampiros haviam sido em tempos bruxos ou pessoas que se revoltaram contra a  Igreja Ortodoxa Russa quando ainda eram vivas.
Surgiram muitas vezes práticas culturais que tinham por objectivo impedir que o ente amado recentemente falecido se tornasse num morto-vivo. Enterrar um corpo de cabeça para baixo era algo muito difundido, assim como a colocação de objetos terrenos, como gadanhas ou foices, perto da cova, com o fim de satisfazer qualquer demónio que entrasse no corpo, ou para apaziguar os mortos por forma a que estes não quisessem levantar-se da tumba. Este método assemelha-se à prática da Grécia Antiga de colocar uma moeda na boca dos corpos, para pagar o frete da barca de Caronte na travessia do Estige, no submundo; foi argumentado que a moeda não teria essa finalidade, mas a de colocar em guarda qualquer espírito maléfico que tentasse entrar no corpo, e isto pode ter influenciado tradições vampíricas mais tardias. Esta tradição persistiu no folclore grego moderno dos  vrykolakas, no qual uma cruz de cera e um caco de barro com a inscrição "Jesus Cristo conquista" eram colocados no corpo por forma a prevenir que este se tornasse num vampiro. Outros métodos comummente praticados na Europa incluíam cortar os tendões das pernas ou colocar sementes de papoila, milhetes, ou areia no chão perto da cova de um suposto vampiro; isto destinava-se a manter o vampiro ocupado toda a noite contando os grãos, indicando uma associação entre vampirismo e aritmomania. Narrativas chinesas semelhantes referem que se um ser vampírico encontra um saco de arroz, sente-se obrigado a contar todos os grãos; este tema pode ser encontrado igualmente nos mitos do subcontinente Indiano, assim como nas lendas da América do Sul de bruxaria e outra espécie de espíritos ou seres malignos ou nefastos.
No folclore albanês, o dhampir é o filho do karkanxholl ou lugat. Se o karkanxholl dorme com a sua mulher, e esta fica prenhe, a geração é chamada dhampir e possui a qualidade única de poder identificar o karkanxholl; daqui deriva a expressão o dhampir conhece o lugat. O lugat não é visível, e pode apenas ser morto pelo dhampir, o qual ele próprio é habitualmente filho de um lugat. Em diversas regiões, animais podem voltar a este mundo como lugats; e, do mesmo modo, pessoas vivas durante o sono. Dhampiraj é também um sobrenome albanês.

#### Identificação

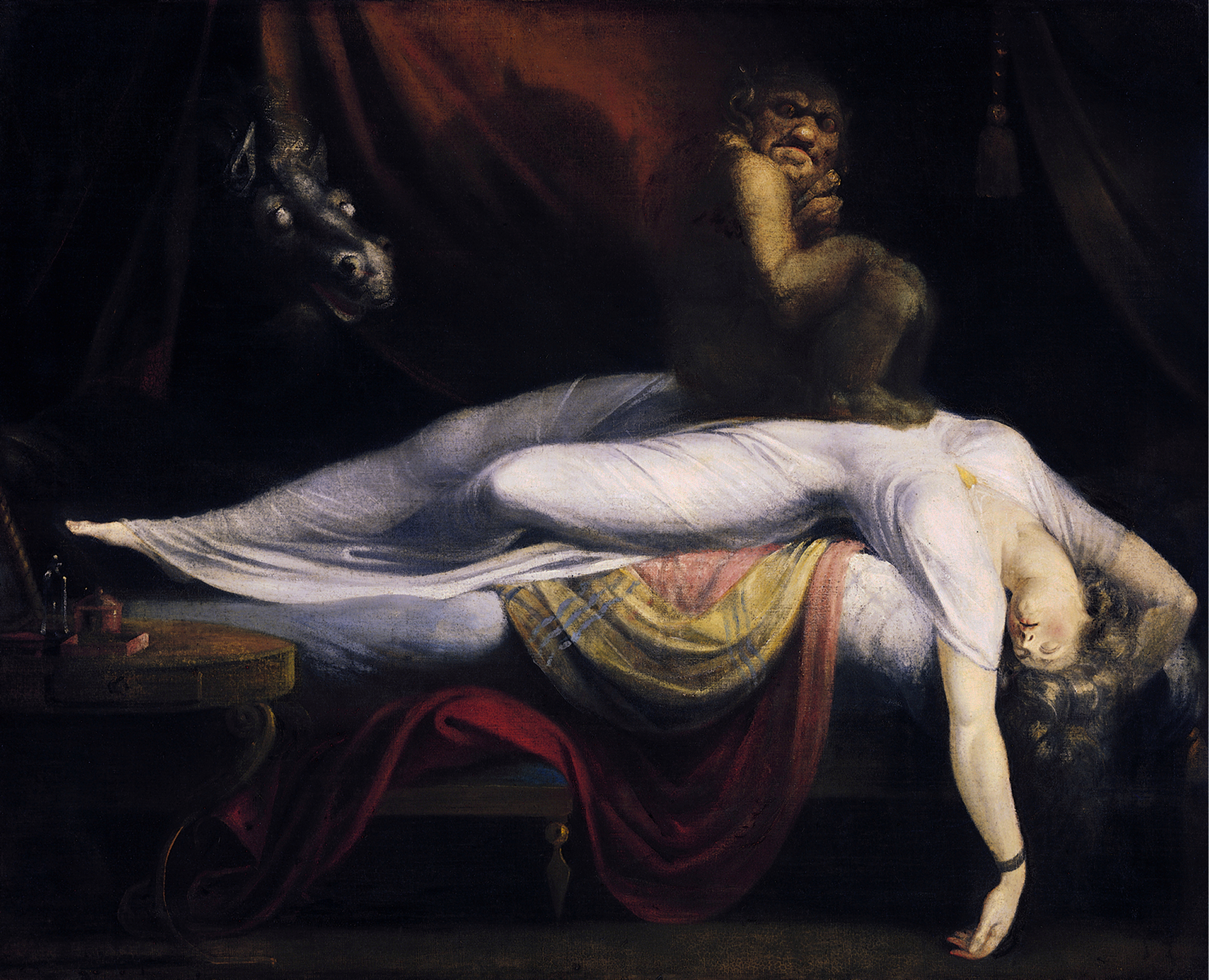
O Pesadelo, de Henry Fuseli

Foram usados muitos rituais elaborados por forma a se conseguir identificar um vampiro. Um dos métodos de encontrar o túmulo de um vampiro envolvia levar um rapaz virgem através de um cemitério ou chão de igreja, montado num garanhão virgem - o cavalo supostamente vacilaria no túmulo em questão. Geralmente era necessário um cavalo preto, embora na Albânia este devia ser branco. O aparecimento de buracos na terra que cobrisse um túmulo era visto como um sinal de vampirismo.
Corpos que se pensavam serem de vampiros eram geralmente descritos como tendo uma aparência mais saudável que o esperado, roliços e mostrando poucos ou nenhuns sinais de decomposição. E alguns casos, quando túmulos suspeitos eram abertos, os habitantes locais chegaram a descrever o corpo como tendo o sangue fresco de uma vítima espalhado por toda a cara. Os sinais de que um vampiro estava activo numa dada localidade incluíam a morte de gado, ovelhas, parentes ou vizinhos. Os vampiros da tradição popular podiam também fazer sentir a sua presença servindo-se em pequena escala de actividades do tipo poltergeist, tal como atirar pedras aos telhados ou mover objetos do interior das habitações, e exercendo pressão sobre pessoas durante o sono.

#### Apotropia
Itens com qualidades apotropaicas, capazes de afastar as almas do outro mundo, são comuns no folclore vampírico. O alho é um exemplo comum, e ramos de roseira silvestre e pilriteiro têm fama de poder ferir vampiros, e na Europa diz-se que espalhar sementes de mostarda no telhado das casas consegue afasta-los. Outros apotropaicos incluem itens sagrados, como crucifixos, rosários, ou água benta. Diz-se que os vampiros não conseguem pisar chão sagrado, tal como o das igrejas e templos, ou atravessar água corrente. Embora não sejam habitualmente vistos como apotropaicos, os espelhos têm sido usados para afastar vampiros quando colocados em portas, virados para o exterior. Em algumas culturas, os vampiros não possuem reflexo e por vezes não produzem sombra, possivelmente como manifestação da ausência de alma no vampiro. Este atributo, embora não universal (os vrykolakas/tympanios gregos são capazes de gerar tanto reflexo como sombra), foi usado por Bram Stoker em Drácula e permaneceu popular em autores e realizadores de cinema posteriores. Algumas tradições asseguram também que um vampiro não consegue entrar numa casa a menos que seja convidado pelo seu proprietário, embora após o primeiro convite possa entrar e sair sempre que lhes apeteça. Não obstante os vampiros da tradição popular sejam tidos como mais activos à noite, não são geralmente considerados vulneráveis à luz solar.

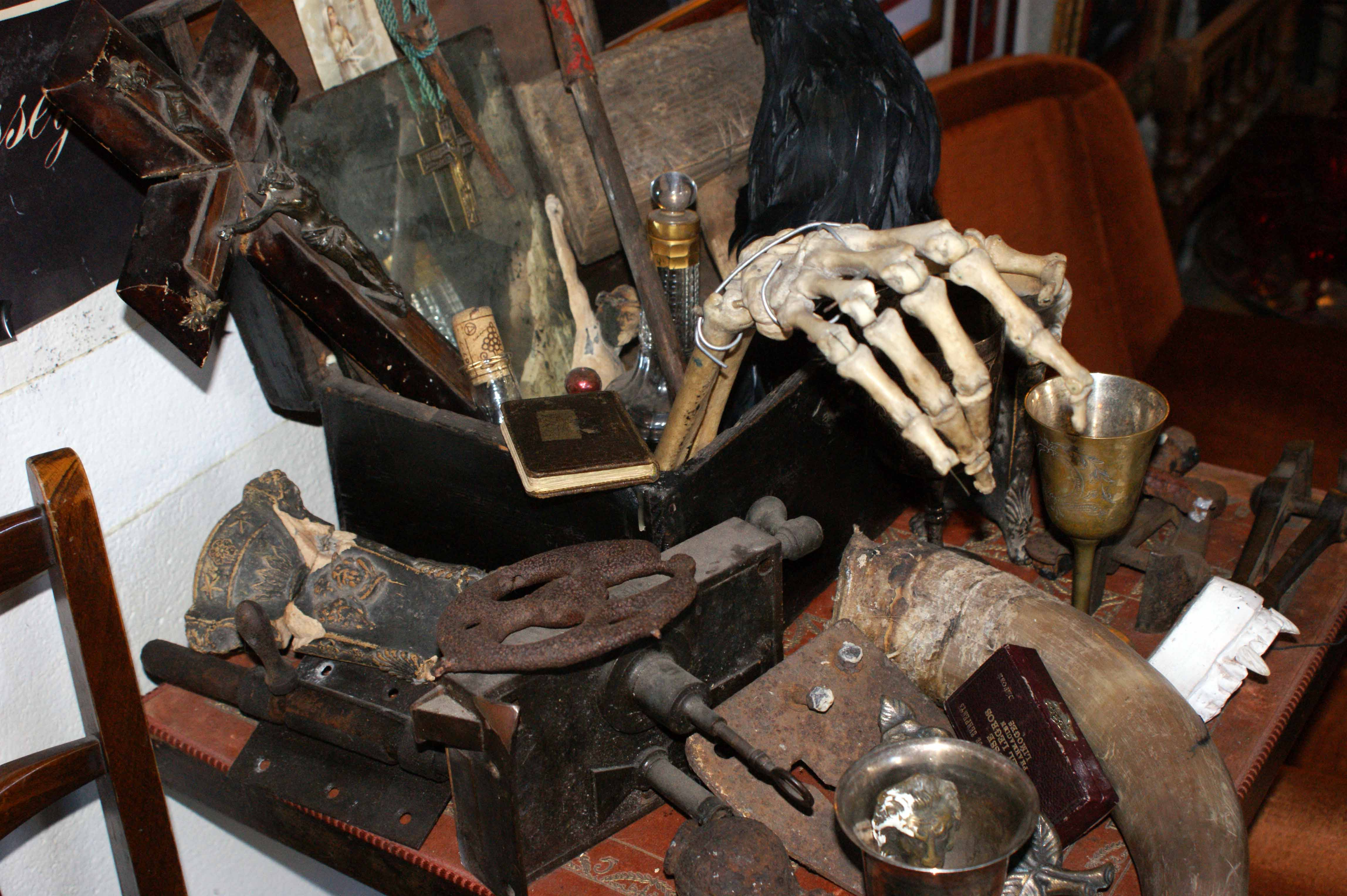
Conjunto de objetos usados na luta contra vampiros

### Métodos de destruição
Os métodos de destruição de supostos vampiros variam, sendo o empalamento o método mais comummente citado, em particular nas culturas eslavas meridionais. O freixo é a madeira preferida na Rússia e estados bálticos para a confecção da estaca, ou o pilriteiro na Sérvia, havendo um registo de ter sido usado carvalho na Silésia para o mesmo efeito. Vampiros em potencial são muitas vezes perfurados com estacas através do coração, embora na Rússia e Alemanha setentrional o alvo fosse a boca, e no nordeste da Sérvia o estômago. A perfuração da pele do peito era um método usado para "esvaziar" o vampiro inchado; isto apresenta semelhanças com o hábito de enterrar objectos afiados, como foices, junto com os corpos, de modo a penetrarem a pele se o corpo inchasse o suficiente durante a transformação em morto-vivo. A decapitação era o método preferido na Alemanha e regiões eslavas ocidentais, sendo a cabeça enterrada entre os pés, detrás das nádegas ou sobre o corpo. Este acto era visto como um modo de apressar a partida da alma, que se acredita em algumas culturas que ronde o corpo durante algum tempo após a morte. A cabeça, corpo e roupas do vampiro podem também ser perfurados e pregados à terra por forma a evitar que se levantem. Os povo cigano enfia agulhas de aço ou ferro no coração do corpo e coloca pedaços de aço na boca, sobre os olhos, orelhas, e entre os dedos na ocasião do funeral. Também colocam pilriteiro na mortalha ou enfiam uma estaca de pilriteiro através das pernas. Num enterro datado do século XVI perto de Veneza, um tijolo forçado pela boca de um corpo feminino foi interpretado como um ritual destinado a matar vampiros pelos arqueólogos que o descobriram em 2006.

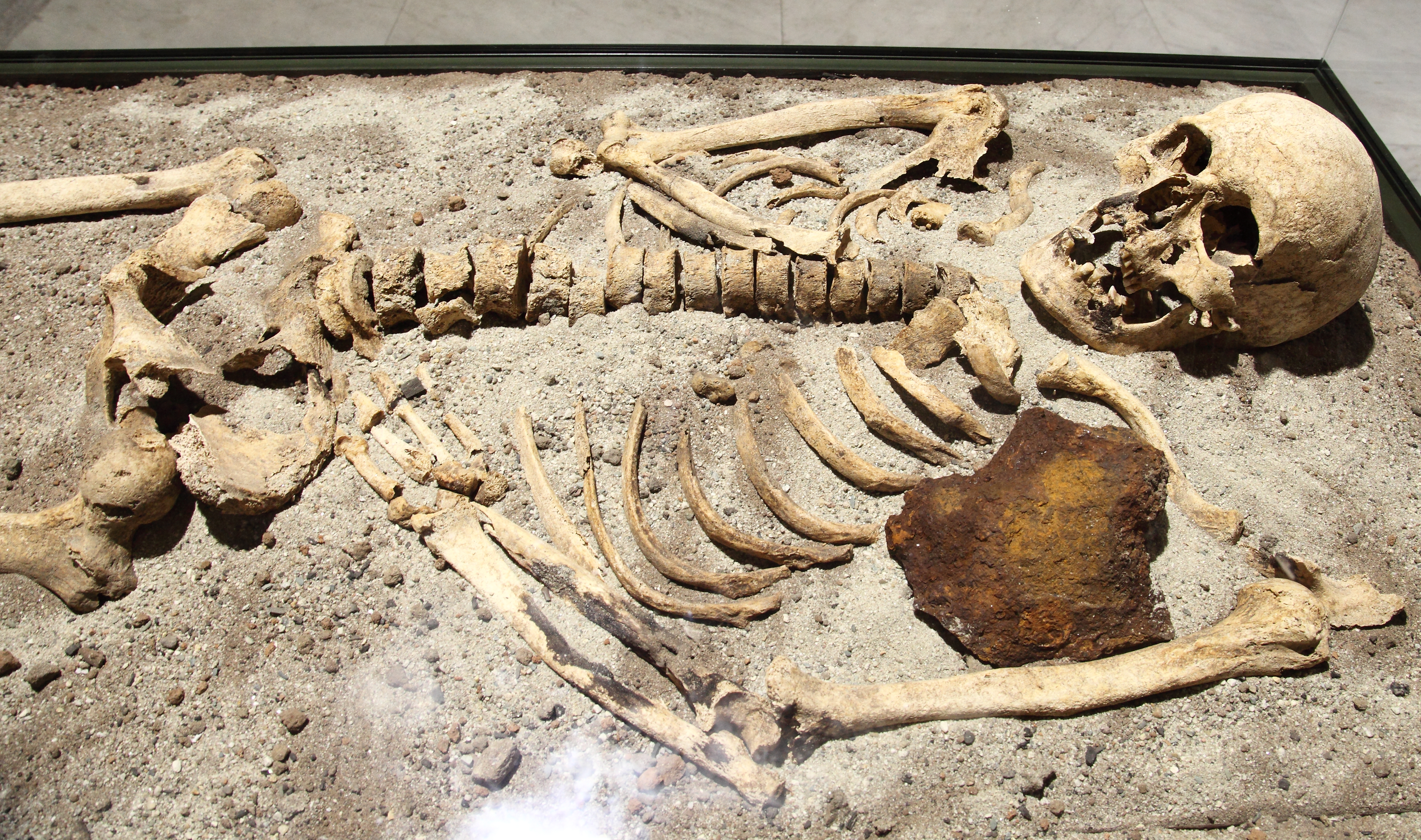
Esqueleto de 800 anos encontrado na Bulgária esfaqueado no peito com uma barra de ferro.

Outros métodos incluíam derramar água a ferver sobre a campa ou a incineração total do corpo. Nos Balcãs, um vampiro pode ainda ser morto a tiro ou afogado, repetindo as exéquias, salpicando água benta sobre o corpo, ou através de um exorcismo. Na Roménia pode ser colocado alho na boca, e em tempos tão recentes como o século XIX uma bala era disparada através do caixão como medida de precaução. Em caso de resistência, o corpo era desmembrado e as partes queimadas, misturadas com água, e dadas a beber aos familiares como cura. Nas regiões saxónicas da Alemanha, um limão era colocado na boca de corpos suspeitos de serem vampiros.

### Crenças antigas

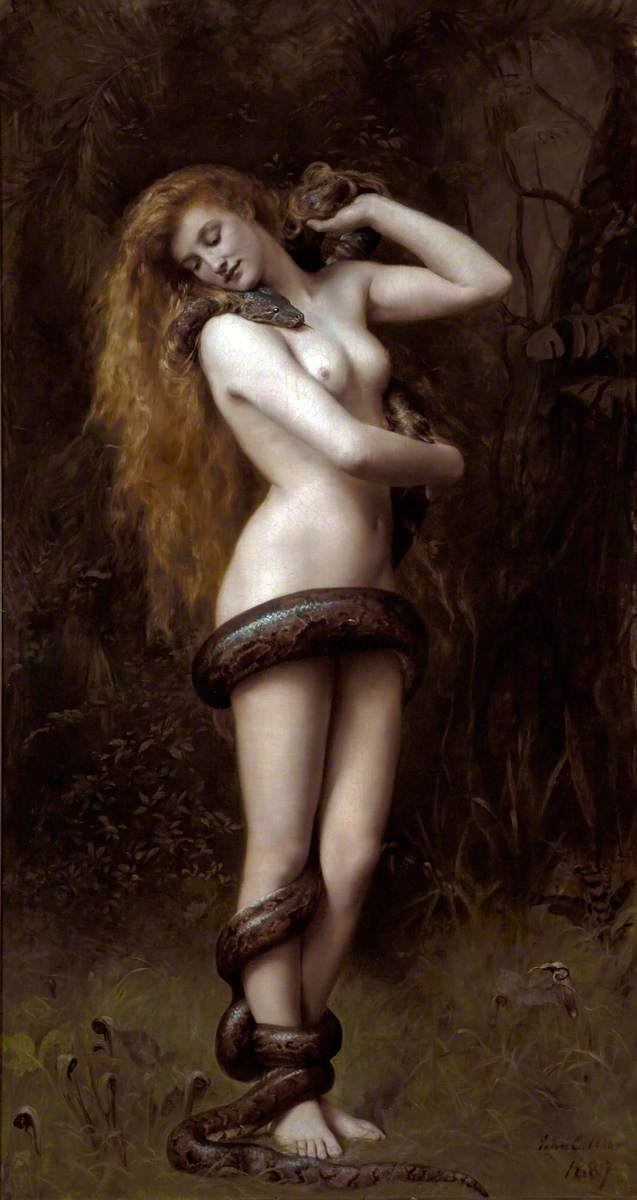
Lilith (1892), por John Collier

Lendas sobre seres sobrenaturais que se alimentam do sangue ou carne dos vivos têm sido encontradas em praticamente todas as culturas à volta do mundo desde há muitos séculos. Hoje em dia associaríamos essas entidades a vampiros, mas na antiguidade esse termo não existia; o consumo de sangue e outras atividades semelhantes eram atribuídos a demónios ou espíritos comedores de carne e bebedores de sangue; mesmo o Diabo era considerado como um sinónimo de vampiro. Quase todas as nações têm associado o acto de beber sangue com algum tipo de alma de outro mundo ou demónio, ou em alguns casos uma divindade. Na Índia, por exemplo, lendas de vetālas, seres semelhantes a espíritos malignos que habitam os corpos, foram compilados no Baitāl Pacīsī; um importante conto do Kathāsaritsāgara versa sobre o rei Vikramāditya e as suas expedições nocturnas para capturar um destes seres especialmente esquivo. Piśāca, os espíritos de quem fez o mal ou morreu louco, retornados à terra, também possuem atributos vampíricos.

Os persas foram uma das primeiras civilizações onde se registram lendas de demónios bebedores de sangue: criaturas tentando beber sangue humano estão representadas em cacos de olaria desenterrados. Na Antiga Babilónia e na Assíria existiam lendas sobre a mítica Lilitu, sinónimo e origem de Lilith (Hebraico לילית) e as suas filhas, as Lilu, da demonologia hebraica. Lilitu era considerada um demónio e muitas vezes representada alimentando-se do sangue de bebés. Dizia-se que as Estrias, demónios bebedores de sangue e de forma feminina mutável, deambulavam à noite por entre a população, em busca de vítimas. De acordo com o Sefer Hasidim, as Estrias eram criaturas geradas nas horas de crepúsculo que precederam o descanso de Deus. Uma Estria ferida podia ser curada ao comer pão e sal dados pelo seu atacante.

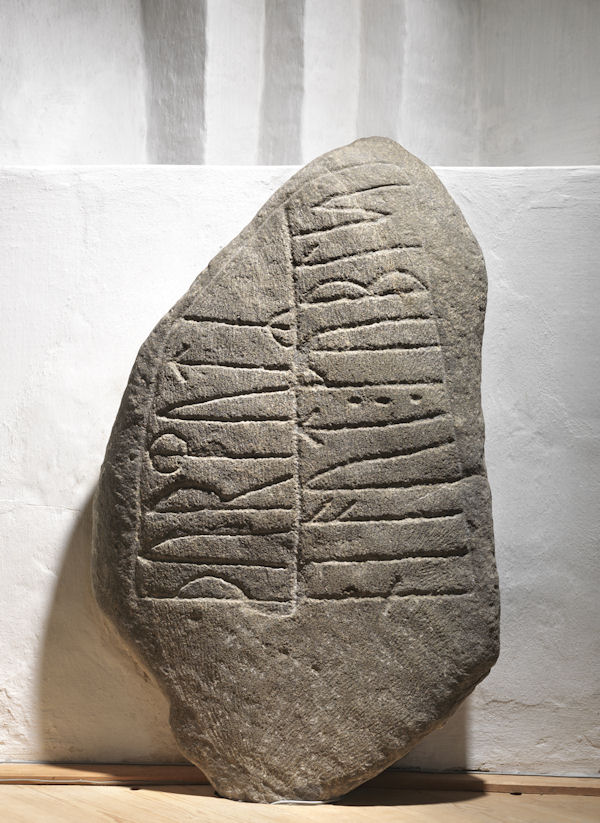
Uma runa com uma inscrição para manter o falecido em seu túmulo

As antigas mitologias grega e romana descrevem as Empusas, Lâmias, e estirges. Ao longo dos tempos, os dois primeiros termos foram usados genericamente para descrever bruxas e demónios, respectivamente. Empusa era filha da deusa Hécate e descrita como uma criatura demoníaca com pés de bronze, que se banqueteava em sangue transformando-se numa jovem mulher e seduzindo homens durante o sono antes de lhes beber o sangue. As Lâmias depredavam crianças pequenas nas suas camas durante a noite, bebendo-lhes o sangue, tal como faziam as gelloudes ou Gello. Tal como as Lâmias, as estirges banqueteavam-se com crianças, mas também depredavam jovens rapazes. Eram descritas como tendo corpo de corvo, ou genericamente de pássaro, e foram mais tarde incorporadas na mitologia romana comostrix, um tipo de pássaro nocturno que se alimentava de carne e sangue humanos.  Escavações em um antigo cemitério romano de meados do século quinto, no centro da Itália, revelaram que os restos de uma criança de cerca de 10 anos estavam em um túmulo. Como parte de um ritual fúnebre, uma pedra foi inserida na boca da criança. Tal ritual destinava-se a evitar que o corpo se elevasse da morte e transmitisse doenças aos vivos.

### Folclore europeu medieval e posterior
Muitos dos mitos que rodeiam os vampiros tiveram origem durante a Idade Média. No século XII os historiadores e cronistas ingleses Walter Map e William de Newburgh registaram episódios de mortos-vivos, embora sejam raros os registos de seres vampíricos nas lendas inglesas após esta data. O norueguês arcaico draugr é outro exemplo de uma criatura morta-viva com semelhanças aos vampiros.

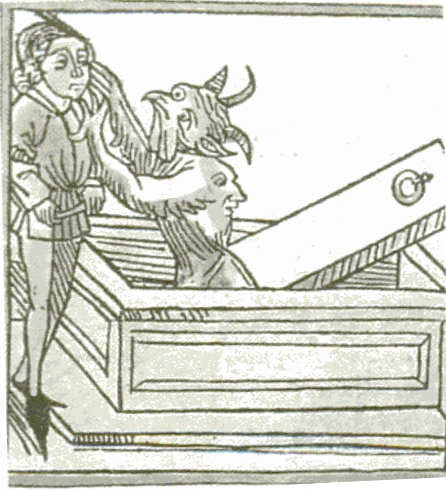
Gravura alemã do século XV representando um vampiro ou revenant atacando um cristão

Os vampiros propriamente ditos surgem com a grande divulgação do folclore da Europa Oriental no final do século XVII e início do século XVIII. Estas lendas formam a base da tradição vampírica que mais tarde penetrou na Alemanha e Inglaterra, onde foi posteriormente acrescentada e popularizada. Um dos primeiros registos de actividade vampírica ocorreu na região da Ístria, na actual Croácia, em 1672. Os registos locais referem o vampiro Giure Grando que habitava nessa região, na aldeia de Khring, perto de Tinjan, como causa de pânico entre os aldeões. Giure, que fora camponês, morreu em 1656, mas os aldeões locais afirmavam que retornara dos mortos e começara a beber o sangue das pessoas, e a assediar sexualmente a sua viúva. O chefe da aldeia ordenou que uma estaca fosse enterrada no seu coração, mas quando este método não se revelou suficiente para mata-lo, usaram a decapitação com melhores resultados.
Durante o século XVIII houve um frenesim de avistamentos de vampiros na Europa Oriental, sendo frequentes os estacamentos e escavações de sepulturas com o fim de identificar e matar mortos-vivos em potencial; até mesmo funcionários do governo envolveram-se na caça e estacamento de vampiros. Apesar de vulgarmente chamado de Iluminismo, durante o qual muitas lendas e mitos populares foram debelados, a crença em vampiros cresceu dramaticamente nesta época, resultando numa histeria colectiva que afectou a maioria da Europa. O pânico teve início num surto de alegados ataques de vampiros na Prússia Oriental em 1721 e na Monarquia de Habsburgo de 1725 a 1734, que se propagou a outras localidades. Dois casos famosos de vampirismo, os primeiros a serem oficialmente registados, envolveram os corpos de Pedro Plogojowitz e Arnold Paole, da Sérvia. Plogojowitz era tido como tendo morrido aos 62 anos, mas alegadamente voltou depois de morto para pedir comida ao filho. Quando o filho recusou, foi encontrado morto no dia seguinte. Plogojowitz supostamente voltou e atacou alguns vizinhos, os quais morreram por perda de sangue. No segundo caso, Paole, um antigo soldado tornado camponês, o qual alegadamente fora atacado por um vampiro alguns anos antes, morreu na ceifa do feno. Após a sua morte começaram a morrer pessoas das redondezas, e acreditava-se largamente que Paole tinha retornado dos mortos para depredar os antigos vizinhos. Outra lenda sérvia famosa que envolvia vampiros girava em torno de um certo Sava Savanović que vivia numa azenha, matando os moleiros e bebendo o seu sangue. Este personagem foi mais tarde usado num conto escrito pelo escritor sérvio Milovan Glišić, e no filme de terror sérvio de 1973 Leptirica, inspirado por essa história.
Ambos os incidentes estão bem documentados: funcionários do governo examinaram os corpos, escreveram relatórios oficiais, e publicaram livros divulgados por toda a Europa. A histeria, comummente referida como a "Controvérsia Vampírica do Século XVIII", causou furor durante uma geração. A questão foi exacerbada por epidemias rurais de alegados ataques vampíricos, sem dúvida causados pelo alto grau de superstição presente nas comunidades aldeãs, com habitantes locais desenterrando corpos e, em alguns casos, penetrando-os com estacas. Embora muitos estudiosos afirmassem nesta época que os vampiros não existiam, e atribuíssem estes registos a enterros prematuros ou raiva, a superstição recrudesceu. Dom Augustine Calmet, um respeitado teólogo e estudioso francês, coligiu um exaustivo tratado em 1746, o qual era ambíguo no que respeitava à existência de vampiros. Calmet juntou uma série de registos de incidentes vampíricos; numerosos leitores, incluindo tanto um crítico Voltaire como vários demonologistas, que o apoiavam, interpretaram o tratado como postulando a existência de vampiros. No seu Dicionário Filosófico, Voltaire escreveu:
Esses vampiros eram cadáveres, que à noite saíam das suas campas para sugar o sangue dos vivos, tanto pela garganta como pelo estômago, após o que retornavam aos seus cemitérios. As pessoas que assim eram sugadas definhavam, empalideciam, e consumiam-se; por outro lado os cadáveres sugadores tornavam-se gordos, rosados, e exibiam um excelente apetite. E foi na Polónia, Hungria, Silésia, Morávia, Áustria, e Lorena, que os mortos andaram pregando estas partidas.
A controvérsia apenas teve fim quando a Imperatriz Maria Teresa da Áustria enviou o seu médico particular, Gerard van Swieten, com o objectivo de investigar as alegações sobre entidades vampíricas. Este concluiu que os vampiros não existiam, e a Imperatriz fez passar leis proibindo a abertura de campas e a profanação de cadáveres, anunciando o final das epidemias vampíricas. Apesar desta condenação, o vampiro sobreviveu em trabalhos artísticos e nas superstições locais

### Crenças fora da Europa

#### África
Em diversas regiões de África é possível encontrar lendas e tradições populares de seres com características vampíricas: Na África Ocidental o povo Axânti fala de um ser de dentes de ferro que vive nas árvores, o asanbosam, e os jejes do adze, que pode tomar a forma de um vaga-lume e caça crianças. A região do Cabo Oriental tem o impundulu, que pode tomar a forma de um grande pássaro com garras e é capaz de invocar raios e trovões, e o povo Betsileo de Madagáscar fala doramanga, um fora da lei ou vampiro vivente que bebe sangue e come as aparas das unhas dos nobres.
Em Moçambique existe um mito persistente sobre "dragões chupa-sangue" que atacam a população durante a noite. Já em 1498, quando Vasco da Gama arribou ao porto de Quelimane, deparou-se com estranhos cultos, que perduraram até bem dentro do século XVII, de seres sobrenaturais que saiam durante a noite para se alimentarem do sangue de pessoas e animais, causando-lhes por vezes a morte.

#### Américas
O Loogaroo é um exemplo de como uma crença vampírica pode ser o resultado de uma combinação de crenças, no caso uma mistura de influências francesas e de Vodu africano, ou voodoo. O termo Loogaroo possivelmente deriva do francês loup-garou, que significa "lobisomem", e é comum na cultura das Ilhas Maurícias. No entanto, as histórias sobre o Loogaroo estão difundidas pelas ilhas do Caribe e pela Luisiana, nos Estados Unidos. A Soucouyant da Trinidad, e a Tunda e Patasola do folclore Colombiano, são monstros femininos de tradição semelhante, enquanto que os Mapuches do Chile meridional têm a cobra sugadora de sangue conhecida como Piuchén. Aloe vera pendurado do avesso detrás ou perto de uma porta é tido como eficaz no afastamento de seres vampíricos nas superstições sul americanas. A mitologia asteca possui lendas sobre os Cihuateteo, espíritos com cara de esqueleto pertencentes àqueles que morreram à nascença, que raptavam crianças e tinham relações sexuais com os vivos, levando-os à loucura.

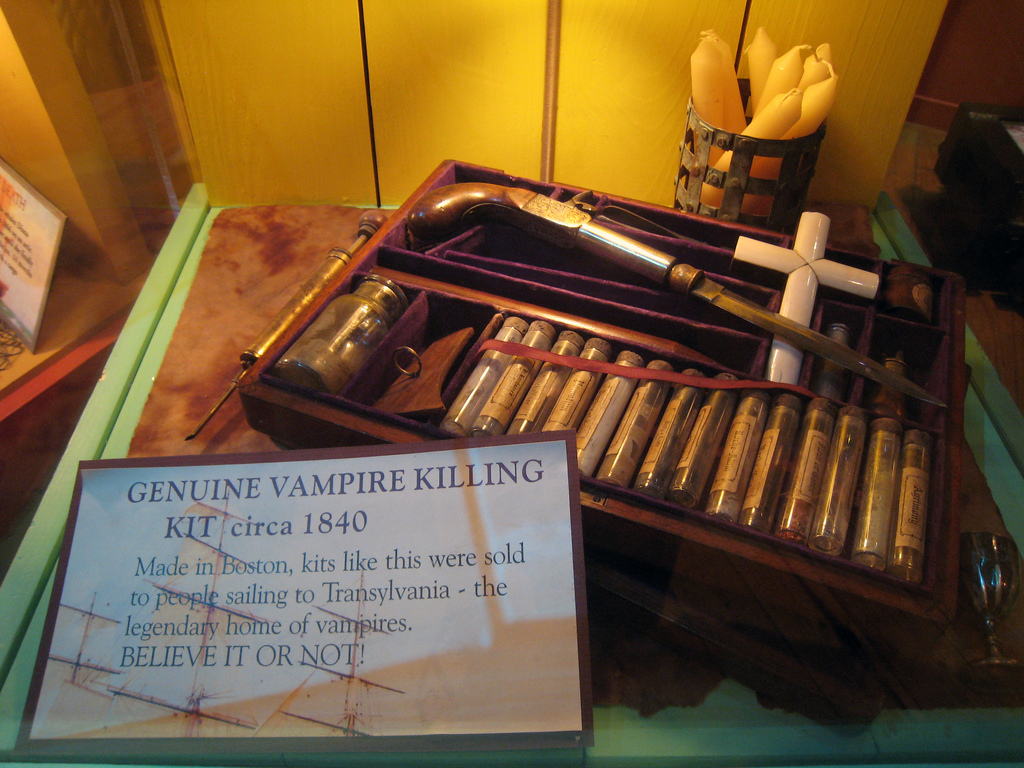
Kit para caçar vampiros, fabricado em Boston, cerca de 1840

Durante o final do século XVIII e no XIX, a crença em vampiros estava largamente difundida em partes da Nova Inglaterra, em particular em Rhode Island e no Connecticut oriental. Existem muitos casos documentados de famílias que desenterraram os seus entes queridos e lhes removeram o coração, por acreditarem que o falecido era um vampiro responsável pelas doenças e mortes que afligiam a família, embora o termo "vampiro" nunca houvesse sido usado para descrever o morto. Acreditava-se que a doença fatal da tuberculose, ou "consumação", como era conhecida na época, era causada por visitas nocturnas de algum membro da família que houvesse morrido ele próprio de consumação. O caso de suspeita de vampirismo mais famoso, e de registo mais recente, foi o de Mercy Brown, que morreu aos 19 anos em Exeter, Rhode Island em 1892. O seu pai, assistido pelo médico da família, removeu-a da tumba dois meses após a sua morte, removeu-lhe o coração e queimou-o até ficar em cinza.

#### Ásia
As modernas crenças vampíricas, enraizadas em folclore mais antigo, propagaram-se por toda a Ásia, desde as lendas das entidades maléficas do tipo ghoul encontradas no continente, aos seres vampíricos das ilhas do Sudoeste Asiático.
A Ásia Meridional também desenvolveu as suas próprias lendas vampíricas. O Bhūta ou Prét é a alma de um homem que morreu de morte apressada. Esta vagueia pelas redondezas animando cadáveres à noite, e atacando os vivos, muito ao modo do ghoul. No norte da Índia existe o BrahmarākŞhasa, uma criatura vampírica com a cabeça rodeada por intestinos e uma caveira, de onde bebe sangue. A figura do Vetāla, presente nas lendas da Ásia Meridional, pode por vezes ser descrita como "vampiro".
Embora os vampiros marquem presença no cinema japonês desde o final dos anos 1950, o folclore que lhes está associado tem origem ocidental. No entanto, o Nukekubi, presente na cultura japonesa, é um ser cuja cabeça e pescoço separam-se do corpo para voar em redor em busca de presas humanas durante a noite.
Lendas de seres femininos semelhantes a vampiros que são capazes de separar partes superiores do seu corpo também ocorrem nas Filipinas, Malásia e Indonésia. Existem dois tipos principais de criaturas vampíricas nas Filipinas: o mandurugo("chupador de sangue") do povo Tagalog, e o manananggal ("auto-segmentador") dos Visayan. O mandurugo é uma variedade de aswang que toma a forma de uma atraente jovem durante o dia, e à noite ganha asas e uma longa e oca língua semelhante a um fio. A língua é usada para chupar o sangue das vítimas durante o sono. O manananggal é descrito como uma bela mulher mais velha que o mandurugo, capaz de cortar a parte superior do seu torso de modo a voar durante a noite com enormes asas semelhantes às dos morcegos, depredando mulheres grávidas durante o sono em suas casas sem que estas se apercebam. Usa uma língua alongada em forma de tromba para sugar os fetos dessas mulheres grávidas. Também gostam de comer as entranhas (em especial o coração e o fígado) e a fleuma de pessoas doentes.

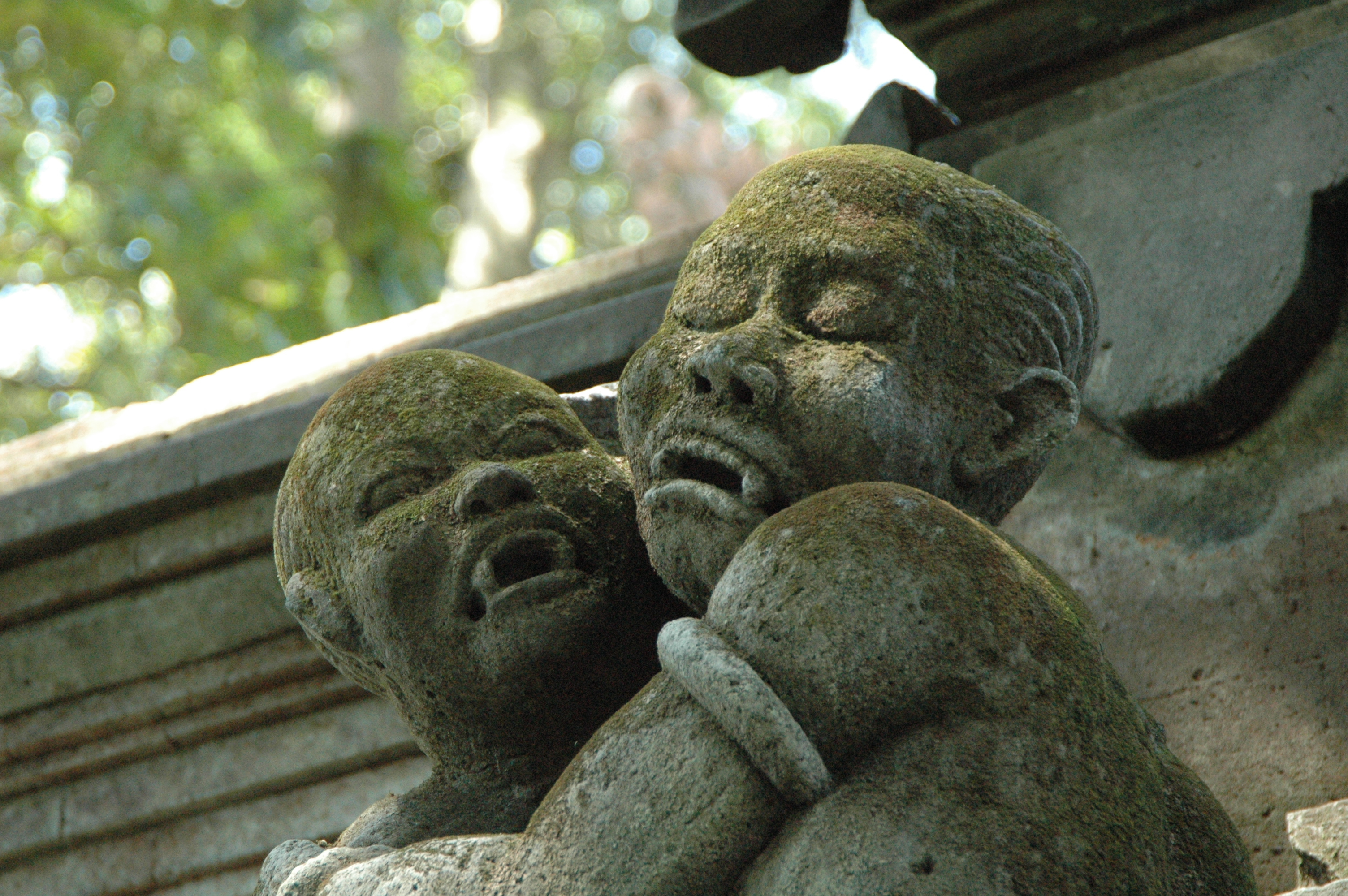
Estátua no exterior do Templo da Floresta dos Macacos em Ubud, no Bali, Indonésia

O Penanggalan malaio pode ser uma bela mulher tanto velha como nova que obteve a sua beleza através do uso activo de magia negra ou outros meios sobrenaturais, e geralmente descrita no folclore local como sendo de natureza sombria ou demoníaca. Esta consegue separar a cabeça com as suas presas aguçadas, a qual esvoaça pelas redondezas durante a noite em busca de sangue, tipicamente de mulheres grávidas. Os malaios costumam pendurar jeruju (cardos) à volta das portas e janelas das casas, na esperança que o Penanggalan não entre por aí com medo de ficar com os intestinos presos aos espinhos. O Leyak é um ser semelhante do folclore balinês. UmKuntilanak ou Matianak na Indonésia, ou Pontianak ou Langsuir na Malásia, é uma mulher que morreu durante a infância e tornou-se morta-viva, em busca de vingança e aterrorizando as aldeias. Toma a forma de uma atraente mulher com longo cabelo preto que esconde um buraco na parte posterior do pescoço, o qual usa para sugar o sangue das crianças. O preenchimento desse buraco com o seu próprio cabelo terá o efeito de afasta-la. Colocavam-se contas de vidro na boca dos cadáveres, e ovos debaixo de cada axila, e agulhas nas palmas das mãos, por forma a impedir que se tornassem num langsuir.
Jiang Shi (chinês tradicional: 僵屍 or 殭屍, chinês simplificado: 僵尸, pinyin: jiāngshī; literalmente "cadáver rígido"), muitas vezes chamados de "vampiros chineses" pelos ocidentais, são cadáveres reanimados que vagueiam pelas redondezas, matando criaturas vivas para lhes extrair a essência vital (qì). Dizem-se que são criados quando a alma de alguém (魄 pò) não consegue abandonar o corpo do defunto. No entanto, há quem coloque em causa a comparação entre jiang shi e vampiros, uma vez que osjiang shi são geralmente criaturas irracionais sem vontade própria. uma característica pouco habitual deste monstro é ter a pele coberta por uma pelagem branco-esverdeada, possivelmente derivada de fungos ou musgocrescendo sobre os cadáveres.

### Era moderna
Apesar da descrença geral em entidades vampíricas, têm sido registados avistamentos ocasionais de vampiros. De facto, ainda existem associações dedicadas à caça ao vampiro, embora tenham sido formadas largamente por motivos sociais.
No início de 1970, a imprensa local propagou rumores sobre um vampiro que assombrava o cemitério londrino de Highgate. Caçadores de vampiros amadores afluíram em largos números ao cemitério, e foram escritos muitos livros sobre o caso, notavelmente por Sean Manchester, um habitante local que esteve entre os primeiros a sugerir a existência do "Vampiro de Highgate", e que mais tarde afirmou ter exorcizado e destruído todo um ninho de vampiros naquela área. Em Janeiro de 2005 circularam rumores sobre um atacante que teria mordido uma série de pessoas em Birmingham, na Inglaterra, alimentando receios sobre um vampiro a vaguear pelas ruas. No entanto, a polícia local afirmou que tais crimes nunca foram reportados, e que o caso parece não ser mais que uma lenda urbana.
No Outono de 1977 foi registado em Belém do Pará, no Brasil, o que foi descrito como uma estranha praga de vampirismo, envolvendo um "vampiro luminoso" que teria ocasionado a morte de algumas pessoas por perda de sangue, e ferimentos em várias outras.
Um dos mais notáveis casos de entidades vampíricas da era moderna, o chupacabra de Porto Rico e do México, é descrito como sendo uma criatura que se alimenta da carne e bebe o sangue de animais domésticos, levando a que alguns o considerem um tipo de vampiro. A "histeria do chupacabra" tem sido frequentemente associada a profundas crises económicas e políticas, em particular em meados dos anos 1990.
Em Moçambique, na região de Quelimane, alegados incidentes de vampirismo têm levado a que parte da população saia das suas casas e passe a noite em edifícios públicos por medo dos "chupadores de sangue". Em 1996 a Rádio Moçambique noticiou o estranho caso de um cadáver que levantou-se do túmulo e percorreu as ruas de Nampula, após o que se encontraram vários cadáveres sangrados de pessoas e animais.
Alegações de ataques de vampiros varreram o país africano do Malawi em finais de 2002 e inícios de 2003, com multidões apedrejando um indivíduo até à morte e atacando pelo menos outros quatro, incluindo o Governador Eric Chiwaya, baseados na crença que o governo estava em conluio com vampiros.

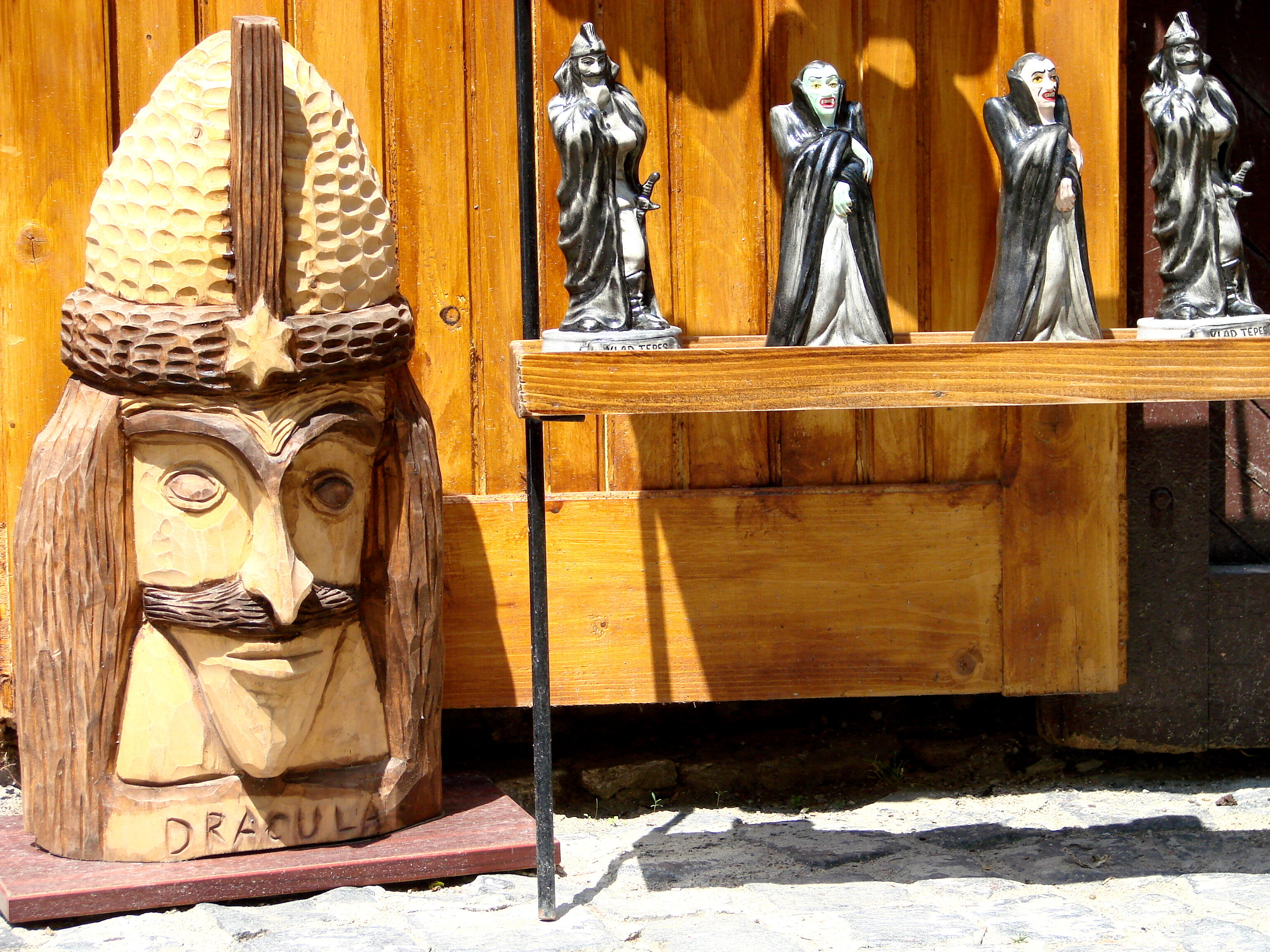
Venda de recordações do Drácula em Sighişoara, na Transilvânia

Na Europa, onde muito do folclore vampírico teve origem, o vampiro é considerado como um ser fictício, embora muitas comunidades tenham acolhido e acarinhado a criatura por motivos económicos. Em alguns casos, especialmente em pequenas localidades, a superstições sobre vampiros ainda estão bem enraizadas, e avistamentos e relatos sobre ataques de vampiros ocorrem frequentemente. Na Roménia, em Fevereiro de 2004, muitos parentes de Toma Petre recearam que este se tivesse tornado num vampiro, e desenterraram o seu corpo, extraíram o coração, queimaram-no e misturaram as cinzas com água para que as pudessem beber.
Em 2006, um professor de física da universidade da Flórida Central escreveu um artigo argumentando a impossibilidade matemática da existência de vampiros, baseado na progressão geométrica. De acordo com o artigo, se o primeiro vampiro tivesse aparecido a 1 de Janeiro de 1600, e se tivesse alimentado uma vez por mês (que é menos que o que é representado no cinema e no folclore), e se todas as vítimas se tornassem vampiros, em cerca de dois anos e meio toda a população humana existente à época ter-se-ia tornado vampira. O artigo não faz qualquer tentativa de resolver a questão da credibilidade do pressuposto que toda a vítima de um vampiro se transforma noutro vampiro.
Em 2012, o conselho municipal do vilarejo sérvio de Zarožje emitiu um comunicado oficial pedindo a seus habitantes para que pendurassem alho nos parapeitos e batentes de suas casas, e cruzes do lado de dentro, após rumores de ataques do vampiro folclórico Sava Savanović. Segundo o político local Miodrag Vujetić, a população temia que o Sava estivesse solto após o colapso do moinho tradicionalmente compreendido como sua morada, e não teria coragem para restaurar o mesmo, com receios de perturbar a entidade.
O vampirismo e o estilo de vida vampírico representam também uma parte relevante dos movimentos ocultistas actuais. O mito do vampiro, as suas qualidades magickas e sedutoras, e o arquétipo de predador, expressam um forte simbolismo que pode ser usado em técnicas que envolvam uso de ritual e de energia, e em magick, podendo mesmo ser adoptada como sistema espiritual. Vampiro há séculos que faz parte da sociedade ocultista europeia, e também se difundiu na subcultura americana há já mais de uma década, com forte influência e mistura das estéticas neogóticas.

#### Nome colectivo
'Coven' ('Conciliábulo') tem sido usado como nome colectivo para vampiros, possivelmente devido ao uso do mesmo tempo na subcultura Wicca. Um nome colectivo alternativo é 'casa' de vampiros. David Malki, autor de Wondermark, sugere em Wondermark #566 o uso do nome colectivo 'cave' , como em "uma cave de vampiros."

## Origens das crenças vampíricas

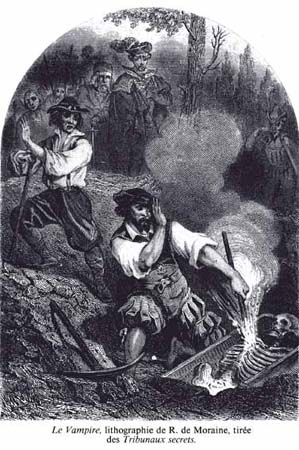
Le Vampire, litografia de R. de Moraine em Féval (1851-1852) mostrando moradores queimando o esqueleto exumado de um suposto vampiro.

Têm sido sugeridas muitas teorias sobre as origens das crenças em vampiros, tentando explicar a superstição - e por vezes histeria colectiva - causada por vampiros. As hipóteses explicativas variam desde enterramentos prematuros até à ignorância inicial sobre o ciclo de decomposição após a morte.

### Espiritualismo eslavo
Embora muitas culturas possuam superstições sobre mortos-vivos comparáveis ao vampiro da Europa de Leste, o vampiro da mitologia eslava é o que tem prevalecido no conceito de vampiro da cultura popular. As raízes das crenças vampíricas presentes na cultura eslava baseiam-se em grande medida nas crenças e práticas espirituais dos povos eslavos existentes antes da sua cristianização, e no seu entendimento da vida após a morte. Apesar da falta de registos protoeslavos pré-cristianismo que descrevam os detalhes da "Antiga Religião", muitas crenças espirituais e rituais pagãos foram mantidos pelos povos eslavos mesmo após a cristianização das suas terras. exemplos dessas crenças incluem o culto dos mortos, espíritos domésticos, e crenças sobre a alma após a morte. As origens das crenças vampíricas nas regiões eslavas podem ser traçadas até à complexa estrutura da espiritualidade eslava.
Os demónios e espíritos serviam funções importantes nas sociedades eslavas preindustriais, e eram considerados como sendo muito intervenientes nas vidas e domínios dos humanos. Alguns espíritos eram benevolentes e podiam ajudar nas tarefas humanas, outros eram daninhos e muitas vezes destrutivos. Domovoi, Rusalka, Vila, Kikimora, Poludnitsa, e Vodyanoy são exemplos dessas entidades. Estes espíritos eram considerados como tendo derivado de antepassados ou determinados humanos já falecidos, e podiam aparecer segundo a sua vontade sob várias formas, incluindo de diferentes animais ou sob a forma humana. Alguns destes espíritos podiam ainda participar em actividades malévolas, por forma a prejudicar os humanos, tais como afogando-os, impedindo as colheitas, ou sugando o sangue do gado e por vezes até dos próprios humanos. Desse modo, os eslavos eram obrigados a apaziguar esses espíritos, por forma a prevenir que usassem o seu potencial para comportamentos erráticos e destrutivos.
As crenças eslavas comuns denotam uma forte distinção entre alma e corpo. A alma não é considerada como perecível. Os eslavos acreditavam que após a morte, a alma viajaria para fora do corpo, e vaguearia pelas vizinhanças e pelo antigo local de trabalho do defunto durante quarenta dias antes da passagem final para a vida eterna. Por este motivo era considerado necessário deixar aberta uma janela ou porta da casa, de modo a que a alma pudesse entrar e sair a seu bel-prazer. Durante este tempo acreditava-se que a alma tinha a capacidade de reentrar no corpo do defunto. Tal como os espíritos atrás mencionados, a alma passageira tanto podia abençoar como causar destroço entre a sua família e vizinhos durante os quarenta dias que duravam a passagem. Após a morte do indivíduo, era feito um esforço considerável na correcta execução dos  ritos fúnebres por forma a assegurar a pureza e pacificação da alma durante a sua separação do corpo. A morte de uma criança não baptizada, uma morte violenta ou apressada, ou a morte de um grande pecador (como um feiticeiro ou pecador), tudo isso eram motivos para causar impureza à alma após a morte. A alma podia ainda tornar-se impura se ao seu corpo não fosse dado um enterramento apropriado. Alternativamente, um corpo sem um funeral apropriado poderia tornar-se susceptível à possessão por parte de outras almas e espíritos impuros. Os eslavos temiam estas almas impuras devido ao seu potencial para exercer vinganças.
Destas crenças profundamente arreigadas sobre a morte e  alma deriva a invenção do conceito eslavo do vampir. O vampiro era a manifestação de um espírito impuro em possessão de um corpo em decomposição. esta criatura morta-viva era considerada como vingativa e ciumenta em relação aos vivos, e sedenta do sangue dos vivos, essencial para suportar a sua existência corporal. Embora este conceito de vampiro exista em formas algo diversas pelos países eslavos e alguns dos seus vizinhos não eslavos, é possível traçar o desenvolvimento da crença em vampiros ao espiritualismo eslavo que antecedeu a cristianização das regiões eslavas.

### Patologia

#### Decomposição
Paul Barber no seu livro Vampires, Burial and Death argumentou que a crença em vampiros resultava da tentativa por parte das sociedades pré-industriais em explicar o processo de decomposição que, embora sendo algo natural, era para eles inexplicável.
Por vezes o povo suspeitava de vampirismo quando um cadáver não se parecia com a ideia que tinham do aspecto que deveria ter um corpo desenterrado. No entanto, as taxas de decomposição variam de acordo com a temperatura e composição do solo, e muitos dos sinais de decomposição são pouco conhecidos. Isto levou caçadores de vampiros a concluir erradamente que um corpo não havia sofrido qualquer decomposição ou, ironicamente, a interpretar sinais de decomposição como sinais de vida após a morte. Os cadáveres incham à medida que os gases resultantes da decomposição se acumulam no torso, e o aumento de pressão força o sangue a derramar-se pela boca e nariz. Isto faz com que o corpo pareça "roliço", "bem alimentado", e "rosado" — alterações que são ainda mais evidentes caso o defunto fosse magro ou pálido em vida. No caso de Arnold Paole, o corpo exumado de uma mulher idosa foi julgado pelos seus vizinhos como mais roliço e saudável que o que ela alguma vez fora em vida. O sangue perpassando do corpo dava a impressão do corpo ter estado envolvido recentemente em actividade vampírica. O escurecimento da pele era, do mesmo modo, resultado da decomposição. O estacamento de um corpo inchado e em decomposição causaria o sangramento do corpo, e forçaria o escape dos gases acumulados, o qual poderia causar um som semelhante a um gemido à medida que os gases se moviam através das cordas vocais, ou um som semelhante à flatulência quando passassem pelo ânus. Os registos oficiais do caso de Pedro Plogojowitz referem "outros sons selvagens que não mencionarei por certos respeitos".
Após a morte a pele e gengivas perdem fluidos e contraem-se, expondo as raízes do cabelo, as unhas, dentes, e mesmo dentes que até então estavam ocultos na mandíbula. Isto pode produzir a ilusão do cabelo, unhas e dentes terem crescido após a morte. Num certo ponto, as unhas caem e a pele escama, tal como registado no caso Plogojowitz — a derme e as partes inferiores das unhas emergindo foram interpretadas como "nova pele" e "novas unhas".

#### Enterramento prematuro
Foi também sugerido que as lendas sobre vampiros possam ter sido influenciadas por indivíduos que foram enterrados vivos devido às deficiências do conhecimento médico da época. Em alguns casos em que foram reportados sons que emanavam de um caixão em particular, este foi mais tarde desenterrado e foram descobertas marcas de unhas no interior, causadas pela vítima tentando escapar. Noutros casos a pessoa bateria com a cabeça, nariz ou face contra o caixão, e os ferimentos causados dariam a impressão de que teria estado a se "alimentar." um problema desta teoria é a questão de como alguém supostamente enterrado vivo conseguia manter-se vivo por um período de tempo alargado sem comida, água e ar fresco. Uma explicação alternativa para os ruídos é o barulho causado pelos gases ao escaparem durante a decomposição natural dos corpos. Outra causa provável de serem encontradas campas em desordem são os ladrões de túmulos.

#### Contágio
O vampirismo da tradição popular tem sido associado a grupos de mortes causadas por doenças misteriosas ou não identificadas, habitualmente dentro da mesma família, ou pequena comunidade. A referência epidémica é óbvia em casos clássicos como o de Pedro Plogojowitz e Arnold Paole, e mais ainda no caso de Mercy Brown e de modo geral nas crenças vampíricas da Nova Inglaterra, onde uma doença em particular, a tuberculose, estava associada aos surtos de vampirismo. Tal como na forma pneumónica da peste bubónica, esta doença estava associada ao rompimento do tecido pulmonar, causando o aparecimento de sangue nos lábios.

#### Porfiria
Em 1985 o bioquímico David Dolphin propôs uma ligação entre um raro distúrbio sanguíneo conhecido como  porfiria e o folclore vampírico. Reparando que essa condição é tratada com hemo intravenoso, Dolphin sugeriu que o consumo de grandes quantidades de sangue poderia resultar de alguma maneira no transporte do hemo através da parede do estômago e para a corrente sanguínea. Desta maneira, os vampiros eram meros indivíduos sofredores de porfiria que procuravam substituir o hemo e aliviar os sintomas Esta teoria tem sido desmontada pelo meio médico, uma vez que as sugestões sobre os afectados por porfiria desejarem a ingestão do hemo no sangue humano, ou que o consumo de sangue possa atenuar os sintomas da doença, são baseados numa compreensão errada da doença. Adicionalmente, constatou-se que Dolphin confundira os vampiros fictícios (sugadores de sangue) com os do folclore, muitos dos quais não eram conhecidos por beberem sangue. Do mesmo modo, foi estabelecido um paralelo com a sensibilidade à luz do Sol por parte dos afectados por porfiria, quando esta condição está associada aos vampiros fictícios, e não aos da tradição popular. Em todo o caso, Dolphin não chegou a dar mais divulgação aos seus trabalhos. Embora tenha sido posto de parte pelos peritos, a ligação entre vampirismo e porfiria conseguiu a atenção dos média. e entrou ela própria no folclore da moderna cultura pop.

#### Raiva
A raiva tem sido associada ao folclore vampírico. O Dr Juan Gómez-Alonso, neurologista no Hospital Xeral em Vigo, Espanha, examinou esta possibilidade num relatório publicado no periódico Neurology A susceptibilidade a alho e à luz pode resultar da hipersensibilidade, um dos sintomas da raiva. A doença pode também afectar partes do cérebro, causando um distúrbio nos padrões normais do sono (e assim um comportamento nocturno) e hipersexualidade. Lendas antigas diziam que um homem não tinha raiva se conseguisse olhar para o seu próprio reflexo - uma alusão à lenda sobre vampiros não terem reflexo. Lobos e morcegos, que são muitas vezes associados a vampiros, podem ser portadores de raiva. A doença pode também levar a um desejo de morder os outros e a espumar sangue da boca.

### Perspectiva psicodinâmica

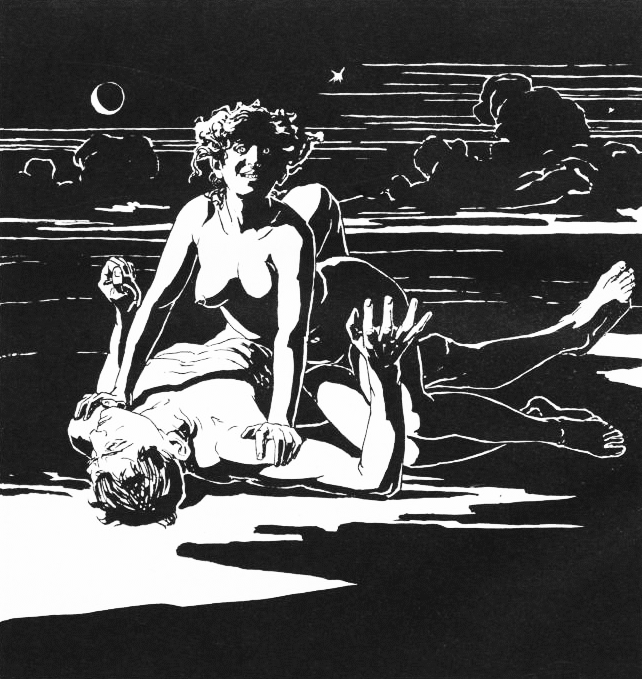
Vampir, quadro de 1899 de Ernst Stöhr, ilustrando a relação entre sexualidade as tradições vampíricas

Em 1931, no seu tratado On the Nightmare, o psicanalista galês Ernest Jones constatou que os vampiros funcionavam como símbolos de muitos desejos inconscientes e mecanismos de defesa. Emoções tais como amor, culpa, e ódio alimentaram a ideia de um retorno dos mortos dos seus túmulos. Por desejarem um reencontro com os entes queridos, os enlutados poderiam projectar a ideia que o recém falecido deveria também desejar o mesmo, resultando na crença sobre os vampiros da tradição popular e almas do outro mundo visitarem em primeiro lugar os seus familiares, e em particular os cônjuges. Em casos onde havia um sentimento de culpa inconsciente associado à relação, no entanto, o desejo pelo reencontro poderia ter sido subvertido pela ansiedade. Isto poderia levar à repressão, a qual Sigmund Freud ligou ao desenvolvimento de terror mórbido. Jones conjecturou que neste caso o desejo original por um reencontro (de natureza sexual) poderia ser dramaticamente alterado: O desejo era substituído pelo medo; o amor pelo sadismo; e o objecto ou ente amado substituído por uma entidade desconhecida. O aspecto sexual poderá ou não estar presente. Alguns críticos modernos têm proposto uma teoria semelhante: As pessoas identificam-se com os vampiros imortais porque, ao fazê-lo, ultrapassam - ou ao menos escapam temporariamente - o medo da morte.

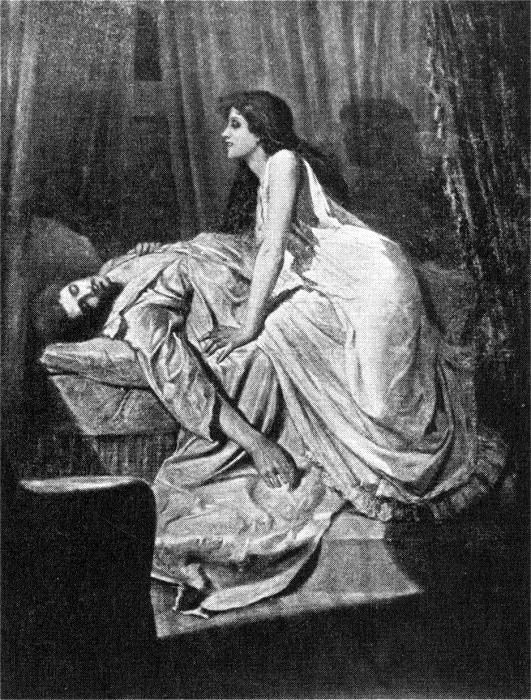
O vampiro, de Philip Burne-Jones, 1897

A sexualidade inata do acto de sugar o sangue pode ser vista na sua relação intrínseca com o canibalismo, e a ligação da tradição popular com comportamentos semelhantes aos de Incubus. Muitas lendas relatam vários seres que extraem outros fluidos das vítimas, denotando uma clara associação inconsciente com o sémen. Finalmente, Jones constata que quando aspectos mais normais da sexualidade são reprimidos, formas regressivas podem se expressar, em particular o sadismo; Jones supôs o sadismo oral como parte integral do comportamento vampírico.

### Interpretação política

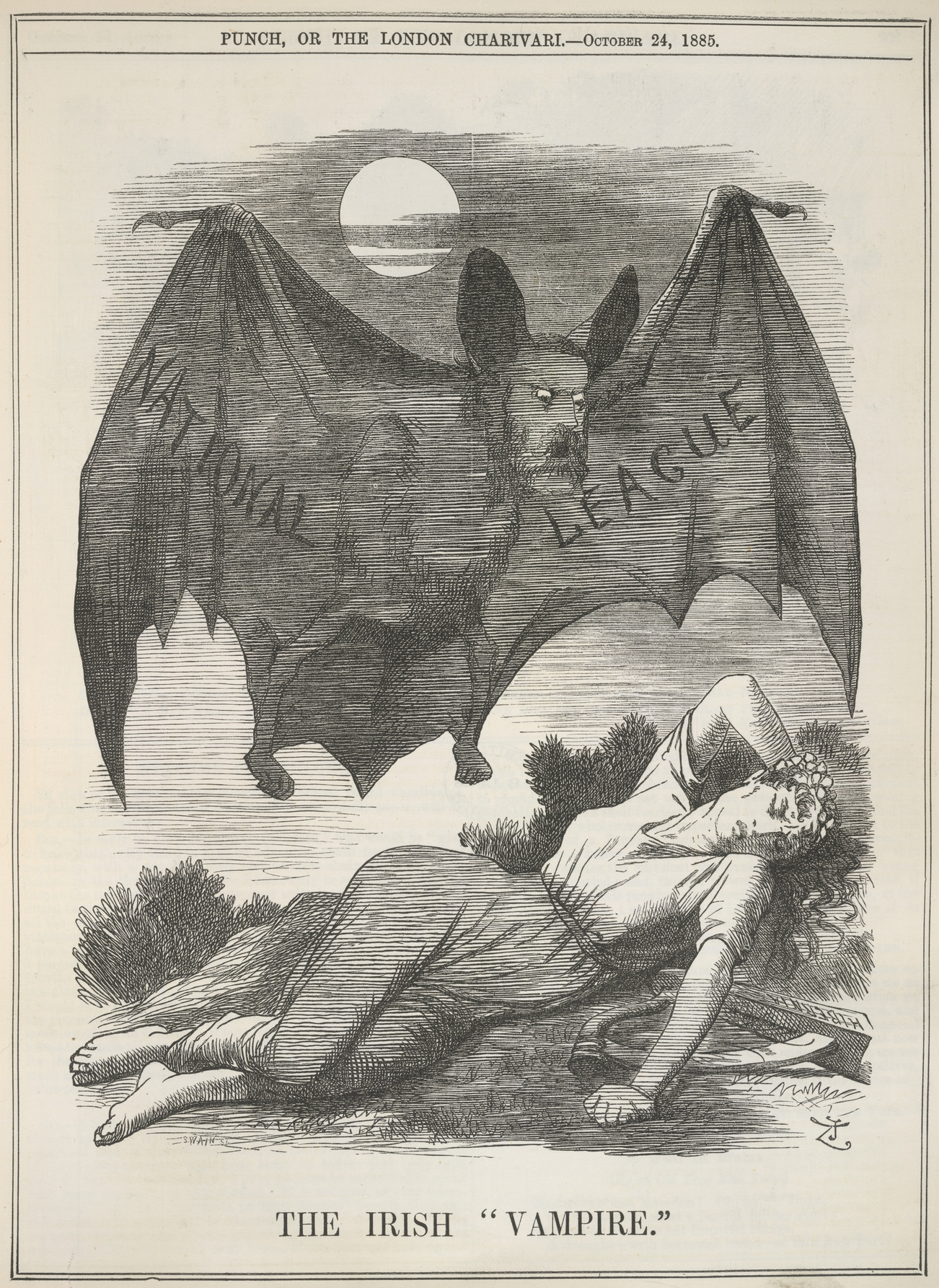
Caricatura política de 1885, retratando a Liga Nacional Irlandesa como o "Vampiro Irlandês" atacando uma mulher adormecida

A reinvenção do mito do vampiro na era moderna não ocorreu sem uma certa dimensão política. O aristocrático Conde Drácula, sozinho no seu castelo com alguns poucos serviçais dementes, surgindo apenas durante a noite para alimentar-se dos seus súbditos camponeses, é simbólico da natureza parasitária do Ancien régime. Werner Herzog, na sua obra Nosferatu: Phantom der Nacht, fornece a esta interpretação política uma faceta irónica adicional quando o protagonista Jonathon Harker, um solicitador da classe média, torna-se o vampiro seguinte; desta maneira o burguês capitalista tornava-se na próxima classe de parasitas.
Em Portugal o termo vampiro é usado com conotação política desde pelo menos 1823, quando o Abade de Medrões dele se socorre para atacar os inimigos da Constituição: "esses vampiros desatinados, que pertendem restabelecer о antigo absolutismo, e tolher os nossos legítimos direitos." Durante todo o século XIX o termo foi amplamente usado neste contexto em textos políticos da época, descrevendo desde a influência castelhana em Portugal até a situação da Índia Portuguesa como sorvedouro da fazenda pública. Em 1963 o cantor e compositor de intervenção português Zeca Afonso, no tema "Os Vampiros", usou a mesma acepção de vampiro ao clamar contra a opressão do capitalismo, sendo a canção consequentemente banida pela censura.

### Psicopatologia
Alguns criminosos têm efectuado aparentes rituais vampíricos sobre as suas vítimas. Os assassinos em série Peter Kürten e Richard Trenton Chase foram ambos apelidados de "vampiros" pela imprensa de tabloide após ter sido descoberto que bebiam o sangue das pessoas que assassinavam. Do mesmo modo, em 1932, um caso de crime não resolvido em Estocolmo, Suécia, foi alcunhado de "Crime vampírico", devido Às circunstâncias em que a vítima morreu. Elizabeth Báthory, condessa húngara e assassina em série dos finais do século XVI, tornou-se particularmente famosa em obras de séculos posteriores, que a representavam banhando-se no sangue das suas vítimas por forma a conseguir reter a beleza ou juventude.

### Subculturas vampíricas modernas
O estilo de vida vampírico é um termo usado para definir uma subcultura contemporânea, largamente inserida na subcultura gótica, na qual se consome o sangue dos outros como passatempo; inspirada pela fértil história recente da cultura popular relacionada ao simbolismo dos cultos, aos filmes de terror, às obras de ficção de Anne Rice, e aos estilos da Inglaterra vitoriana. Manifestações activas de vampirismo real dentro das subculturas vampíricas incluem tanto vampirismo relacionado com sangue, geralmente referido como vampirismo sanguíneo, e vampirismo psíquico, ou o suposto acto de se alimentar de energia pranica.

### Morcegos-vampiros

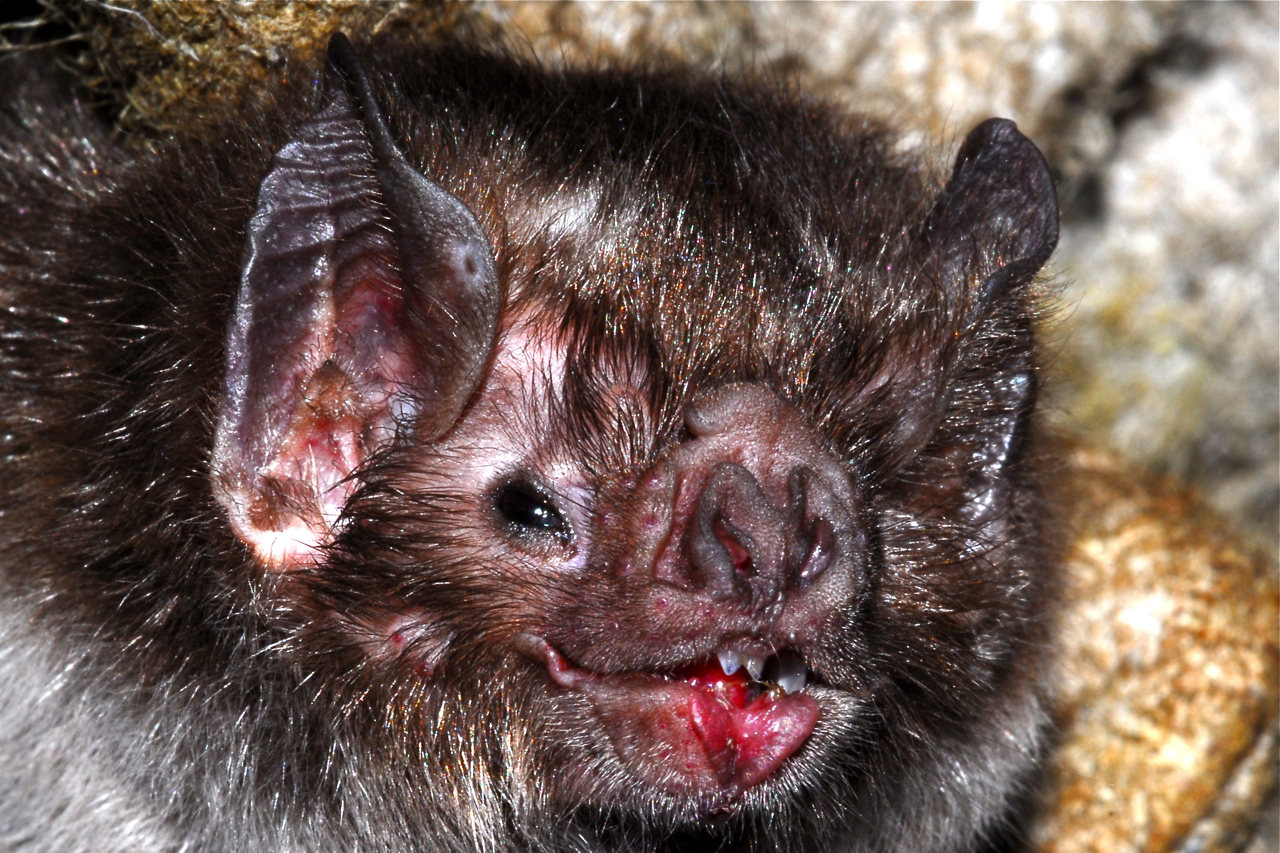
Desmodus rotundus, o morcego-vampiro comum

Embora muitas culturas tenham lendas sobre os morcegos-vampiros, apenas recentemente estes se tornaram parte integrante das tradições populares sobre vampiros, quando foram descobertos na América do Sul continental no século XVI. Embora não existam morcegos vampiros na Europa, os morcegos nocturnos e corujas há muito que são associados com presságios e o sobrenatural, embora isso se deva fundamentalmente aos seus hábitos nocturnos, e na tradição heráldica inglesa moderna o morcego significa "estar ciente dos poderes das trevas e do caos".
Todas as três espécies de verdadeiros morcegos-vampiros são endémicas da América Latina, e não há nenhuma evidência que sugira que alguma vez tenham tido parentes no Velho Mundo tanto quanto a memória humana conseguiu registar. Por este motivo é impossível que o vampiro da tradição popular represente uma versão distorcida ou memória longínqua do morcego-vampiro. Estes morcegos foram nomeados deste modo devido ao vampiro folclórico, e não o inverso; o Oxford English Dictionary regista a sua presença na tradição popular em Inglaterra a partir de 1734, muito antes da presença zoológica, que apenas ocorreu em 1774. Embora a dentada do morcego-vampiro não seja geralmente perigosa para o ser humano, estes morcegos têm sido conhecidos por se alimentarem activamente de sangue humano, e presas de grande porte como gado, deixando muitas vezes a sua imagem de marca na pele da vítima, a marca de dentada de dois dentes afiados.
Um artigo sobre vampiros datado de 1842 e publicado no semanário português Archivo Popular estabelece um paralelo entre o vampiro da tradição eslava e as lendas sobre ataques de morcegos-vampiros na América meridional - que seriam em grande quantidade, chegando a ser fatais - divulgadas por Pedro Mártir, La Condamine e outros, considerando ambas invenções fantasiosas e dignas de pouco crédito.
O Drácula da literatura transforma-se em morcego muitas vezes no romance, e os próprios morcegos-vampiros são aí mencionados por duas vezes. A produção teatral de 1927 Dracula seguiu os passos do romance ao representar a transformação de Drácula em morcego, assim como o filme do mesmo nome, onde Béla Lugosi também se transforma em morcego. A cena da transformação em morcego seria novamente usada por Lon Chaney Jr no filme de 1943 Son of Dracula.

## Na ficção moderna
O vampiro tem hoje lugar cativo na ficção popular. Esta ficção teve início na poesia do século XVIII, continuando depois nos contos do século XIX o primeiro e mais influente dos quais foi The Vampyre (1819), de John Polidori, apresentando o vampiro Lord Ruthven. As façanhas de Lord Ruthven foram continuadas numa série de peças de teatro sobre vampiros, nas quais era o anti-herói. O tema do vampiro continuou uma série de publicações literárias de terror conhecidas por penny dreadful, como Varney the Vampire (1847), culminando com o romance de vampiros mais proeminente de sempre: Drácula de Bram Stoker, publicado em 1897. Na ficção moderna, o vampiro tende a ser representado como um vilão delicado e carismático. Ao longo do tempo, alguns atributos hoje vistos como parte integrante do vampiro, foram sendo incorporados no seu perfil: os dentes pontiagudos e a vulnerabilidade à luz solar surgiram durante o século XIX, com Varney o Vampiro e o Conde Drácula apresentando ambos dentes proeminentes, e Nosferatu, Eine Symphonie des Grauens (1922), de Murnau, temendo a luz do dia. A capa surgiu em produções teatrais dos anos 1920, acrescentada de uma gola alta pelo dramaturgo Hamilton Deane por forma a ajudar Drácula a 'desaparecer' em cena. Lord Ruthven e Varney eram capazes de curar-se usando o luar, embora não exista qualquer menção a essa característica nas tradições populares sobre vampiros. A imortalidade, implícita embora não explicitamente documentada no folclore vampírico, é uma característica com forte presença no cinema e literatura sobre vampiros, com constantes alusões ao preço da vida eterna, nomeadamente a necessidade incessante pelo sangue daqueles de quem já foi um igual.

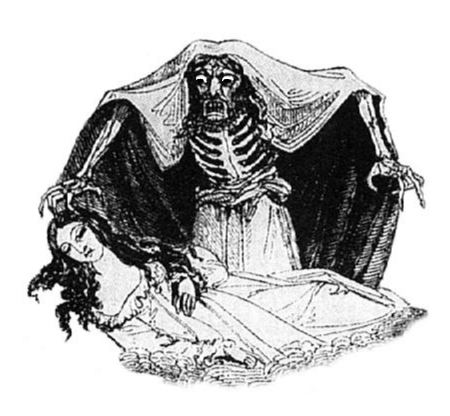
Frontispício de Varney the Vampire, 1847

### Literatura
O vampiro ou morto-vivo fez a sua primeira aparição no campo da literatura em poemas como The Vampire (1748) de Heinrich August Ossenfelder, e Lenore (1773) de Gottfried August Bürger, Die Braut von Corinth (A Noiva de Corinto (1797) de Johann Wolfgang von Goethe, no inacabado poema de Samuel Taylor Coleridge, Christabel e em The Giaour (1813) de Lord Byron. Byron foi ainda creditado como responsável pela primeira peça de ficção em prosa sobre vampiros, The Vampyre (1819), embora esta tenha sido escrita na realidade pelo médico pessoal de Byron, John Polidori, que adaptou um uma história enigmática e fragmentária que lhe foi contada pelo seu ilustre paciente. A própria personalidade dominante de Byron, temperada pela sua amante Lady Caroline Lamb no pouco elogioso roman-a-clef, Glenarvon (um fantasia gótica baseada na vida desregrada de Byron), foi usada como modelo para o morto-vivo protagonista do romance de Polidori, Lord Ruthven. The Vampyre foi um grande sucesso, e a obra sobre vampiros mais influente do início do século XIX.
Varney the Vampire de James Malcolm Rymer (também atribuído a Thomas Preskett Prest) constituiu-se como um marco na literatura gótica de terror de meados da era vitoriana, surgindo inicialmente entre 1845 e 1847 numa série de panfletos geralmente referidos como penny dreadfuls, devido ao baixo preço e ao conteúdo tipicamente macabro, sendo publicado como livro em 1847. Varney the Vampire segue um claro estilo de suspense, usando uma intensa imagística para descrever as horrendas façanhas de Varney. A história de vampira lésbica de Sheridan Le Fanu, Carmilla (1871), foi outra importante contribuição para o género. Tal como Varney antes dela, a vampira Carmilla é retratada de um modo algo compreensivo quando a compulsão inerente à sua condição é abordada.
Nenhuma tentativa de representação de vampiros na ficção popular foi tão influente ou tão definitiva como o romance Drácula de Bram Stoker (1897). O retrato que faz do vampirismo enquanto doença de possessão demoníaca contagiosa, com os seus matizes de sexo, sangue e morte, sensibilizou a Europa vitoriana onde a tuberculose e a sífilis eram comuns. As características vampíricas descritas na obra de Stoker fundiram-se a tradição popular e dominaram-na, acabando por evoluir para o vampiro da ficção moderna. Inspirado em trabalhos anteriores como The Vampyre e "Carmilla", Stoker começou a pesquisa para o seu novo livro em finais do século XIX, lendo obras como The Land Beyond the Forest (1888) de Emily Gerard e outros livros sobre a Transilvânia e vampiros. Em Londres um colega referiu-lhe a história de Vlad Ţepeş, o "Drácula da vida real", e Stoker imediatamente incorporou essa história no seu livro. O primeiro capítulo do livro foi omitido quando este foi publicado em 1897, editado em 1914 como Dracula's Guest.
Um dos primeiros romances "científicos" sobre vampiros foi I Am Legend  (1954), de Richard Matheson, usado depois como base para os filmes The Last Man on Earth em 1964, The Omega Man em 1971, e Eu Sou a Lenda em 2007.[carece de fontes?]

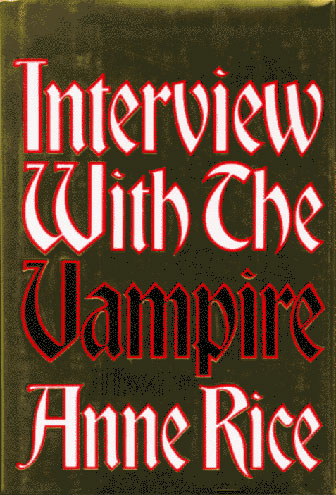
Capa do livro Entrevista com o Vampiro, de Anne Rice

O século XXI trouxe mais exemplos de ficção vampírica, como a série Black Dagger Brotherhood, de J.R. Ward, e outros livros de vampiros de grande popularidade e apelando ao público adolescente e jovem adulto. Estes romances paranormais versando sobre vampiros e os géneros associados de chick-lit vampírico e detective do oculto são actualmente um notável fenómeno de popularidade e em constante expansão, com novas obras sobre o tema sendo publicadas a todo o momento. The Vampire Huntress Legend Series de Leslie Esdaile Banks, a série erótica Anita Blake: Vampire Hunter de Laurell K. Hamilton, e a série The Hollows de Kim Harrison, retratam o vampiro numa série de novas perspectivas, algumas delas sem qualquer relação com as lendas originais.
O final do século XX assistiu a um recrudescimento nos épicos de vários volumes sobre vampiros. O primeiro destes foi a série Barnabas Collins (1966-71), da romancista gótica Marilyn Ross, vagamente baseado na série de televisão americana contemporânea Dark Shadows. Esta obra definiu ainda a tendência para representar os vampiros como heróis trágicos poéticos, ao invés das representações mais tradicionais de símbolos do mal. Esta fórmula foi seguida pela romancista Anne Rice na série de grande sucesso e influência Vampire Chronicles (1976-2003). Os vampiros da série Twilight (2005-2008), de Stephenie Meyer, não são afectados por alho ou crucifixos, nem pela luz solar. Richelle Meaddesvia-se ainda mais do vampiro tradicional na série Vampire Academy (2007-presente), baseando os romances em lendas romenas com duas raças de vampiros, uma boa e outra má, assim como semivampiros. Há de se notar também que esse tipo de tendência não floresceu apenas no ocidente, como também oriente. Os webtoons (quadrinhos onlines), famosos na Coreia do Sul, também apresentam personagens vampiros com suas peculiaridades. Em Noblesse os vampiros aparecem como "nobres", que longe de beber sangue dos humanos, existem para protegê-los, sendo o Noblesse a criatura mais forte da balança que mantém o equilíbrio entre as raças. A história em si também apresenta alguns detalhes que lembram aos clássicos (como questões ligadas a estacas e alho), detalhes expostos mais com humor do que a imagem da danação nos clássicos vampiros, inclusive, as figuras dos vampiros em Noblesse mais se aproximam de deuses do que vampiros, mas existem com esse nome na contraposição com lobisomens.[carece de fontes?]
No Brasil o vampiro marcou presença nos anos 1970 na literatura de banda desenhada com os personagens Zé Vampir de Mauricio de Sousa e Mirza de Eugênio Colonnese. Mais recentemente, em 2000, o escritor brasileiro André Vianco produziu uma série de histórias de vampiros de sucesso, como Os Sete, Sétimo e O Vampiro Rei.

### Cinema e televisão

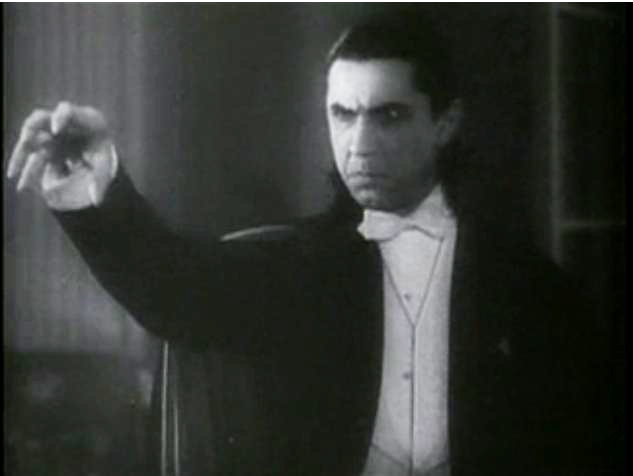
Bela Lugosi como Drácula na versão de 1931

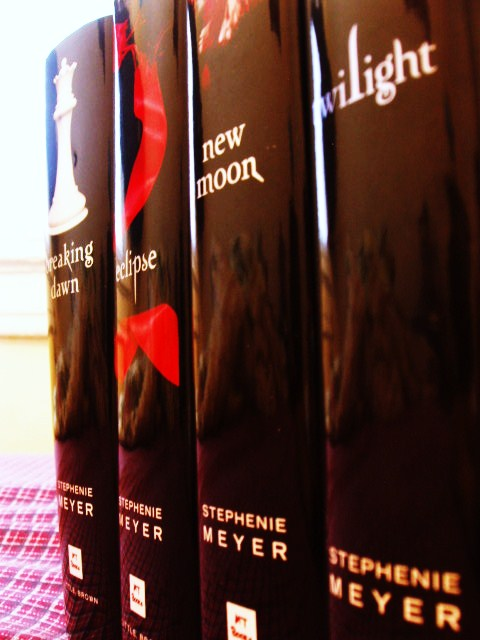
Saga Twilight escrita por Stephenie Meyer

Considerada uma das figuras proeminentes do cinema clássico de terror, o vampiro demonstrou ser uma proveitosa fonte de inspiração para as indústrias cinematográfica e dos jogos de vídeo. Drácula desempenha um papel principal em mais filmes que qualquer outro personagem excepto Sherlock Holmes, e muitos filmes do início do cinema foram ou baseados no romance Drácula, ou derivados a partir deste com poucas adaptações. Entre estes incluem-se o emblemático filme mudo alemão de 1922 Nosferatu, Eine Symphonie des Grauens, realizado por F. W. Murnau e apresentando a primeira representação cinematográfica de Drácula - embora os nomes e personagens imitavam intencionalmente os de Drácula, Murnau não conseguiu obter permissão da viúva de Stoker para o fazer, e foi obrigado a alterar muitos aspectos do filme. Além deste filme houve ainda Dracula (1931), da Universal, com Béla Lugosi no papel do Conde, no que foi o primeiro filme sonoro representando Drácula. Nesta década surgiram muitos outros filmes de vampiros, sendo o mais notável A Filha de Drácula em 1936.
A lenda do vampiro cimentou-se na indústria cinematográfica quando Drácula reencarnou para olhos de uma nova geração com a celebrada série de filmes de terror da Hammer Film Productions, com Christopher Lee protagonizando o Conde. O sucesso do filme de 1958 Dracula, protagonizado por Lee, foi seguido de sete sequelas. Lee retornou como Drácula em todas excepto duas, ficando bem conhecido por esse papel. Na década de 1970 os vampiros diversificaram-se no cinema, com trabalhos como Count Yorga, Vampire (1970), um conde africano, no filme de 1972 Blacula, a produção da BBC Conde Drácula, com o actor francês Louis Jourdan como Drácula e Frank Finlay no papel de Abraham Van Helsing, e um vampiro ao estilo de Nosferatu na minissérie televisiva de 1979 Salem's Lot, e uma reedição do próprio Nosferatu, intitulada Nosferatu: Fanthom der Nacht com Klaus Kinski, no mesmo ano. Muitos filmes apresentaram vampiros femininos como antagonistas, muitas vezes lésbicos, como em The Vampire Lovers da série Hammer Horror, produzido em 1970 e baseado em Carmilla, embora o argumento ainda gire em torno de um vampiro maléfico como personagem central.
O argumento do episódio piloto da série televisiva de 1974 de Dan Curtis Kolchak: The Night Stalker girava em torno do repórter Carl Kolchak numa caçada ao vampiro em Las Vegas. Filmes posteriores mostraram uma maior diversidade de argumentos, tendo alguns se focado no caçador de vampiros, como Blade na série de filmes da Marvel Comics Blade, e o filme Buffy the Vampire Slayer. Buffy, estreado em 1992, pressagiou a presença vampírica na televisão, com uma adaptação para a série de sucesso do mesmo nome, e do seu spin-off Angel. Outros ainda apresentaram o vampiro como protagonista, como o filme de 1983 The Hunger, em 1994  Entrevista com o Vampiro e a que pode ser considerada uma sua sequela indirecta, rainha dos Condenados, e a série de 2007 Moonlight. Drácula de Bram Stoker foi um notável filme de 1992, tornando-se o filme de vampiros mais repulsivo até então produzido. Este aumento de interesse em argumentos vampíricos levou à representação do vampiro em filmes como Underworld e Van Helsing, e o filme russo Night Watch e da reedição da minissérie televisiva 'Salem's Lot, ambos de 2004. A série Blood Ties estreou na Lifetime Television em 2007, apresentando um personagem representado como Henry Fitzroy, filho ilegítimo do rei Henrique VIII de Inglaterra tornado vampiro, na Toronto actual, com uma ex-detective de Toronto como protagonista. A série de 2008 da HBO, intitulada True Blood, usa uma aproximação sulista ao tema vampírico. Outro programa popular sobre vampiros é The Vampire Diaries da CW. A continuada popularidade do vampiro foi atribuída a dois factores: a representação da sexualidade e o medo perpétuo da mortalidade.
No Brasil, em 1970, a TV Excelsior exibiu a primeira telenovela a abordar o tema: A Mansão dos Vampiros. Em 1980, a Rede Tupi exibiu a novela Drácula, Uma História de Amor, mas com apenas 4 capítulos exibidos a trama foi interrompida devido ao encerramento do núcleo de teledramaturgia da emissora, que passava por uma crise financeira afetando outras novelas em andamento. Rubens Edwald Filho reescreveu os primeiros capítulos da história e a levou para a Rede Bandeirantes, que a transmitiu com o nome Um Homem muito Especial no mesmo ano. A Rede Globo exibiu duas telenovelas abordando o tema: Vamp em 1991, e O Beijo do Vampiro em 2002. Na Trilogia Mutantes (Caminhos do Coração, Os Mutantes: Caminhos do Coração, Mutantes: Promessas de Amor) exibida pela RecordTV entre 2007 e 2009; Dra. Júlia, geneticista da Progênese, criou um projeto que gerou humanos modicados com superpoderes, os quais ela mantém presos na Ilha do Arraial. Um desses mutantes é um vampiro, que contamina outros personagens com o vírus do vampirismo. Ao longo da trilogia, os personagens contaminados vão contaminando outros.
Em Portugal surgiram em 2010 duas séries televisivas sobre vampiros: Lua Vermelha, da SIC, em formato de série juvenil e em 2011 em exibição, e Destino Imortal, uma minissérie de seis episódios da TVI.
Na Colômbia, em 2013, a RCN Televisión exibiu a telenovela Chica Vampiro, sobre uma adolescente vampira, que foi exibida no Brasil pelo canal Gloob em 2018.

### Jogos de vídeo

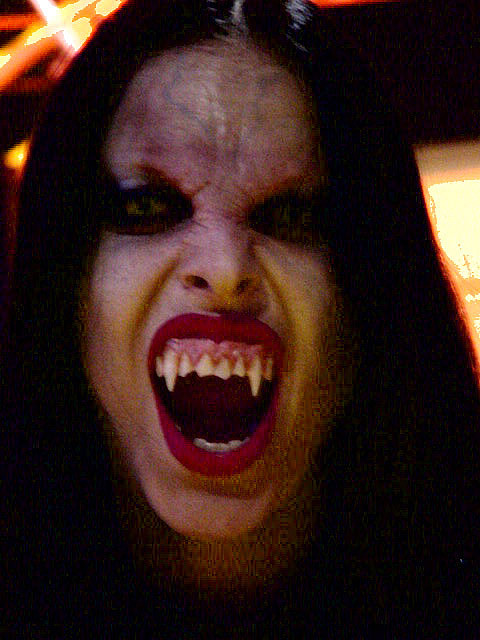
Mulher fantasiada de vampira em um evento de jogos eletrônicos

A imensa popularidade da plataforma Apple iOS como plataforma de jogos levou à adopção de jogos como Vampire Rush pela audiência de jogadores ocasionais. O jogo de role-playing Vampire: the Masquerade teve grande influência sobre a ficção vampírica moderna e elementos da sua terminologia, como embrace e sire, passaram a ser largamente usados. Entre os jogos de vídeo sobre vampiros mais populares contam-se Castlevania, uma extensão do romance original de Bram Stoker Drácula, e Legacy of Kain. Os vampiros aparecem ainda esporadicamente em outros jogos, incluindo The Elder Scrolls V: Skyrim, onde, através de combate com um Vampiro, os jogadores podem contrair a doença vampírica: “Sanguinare Vampiris". Uma aproximação diferente ao tema vampírico ocorre noutro jogo da Bethesda, Fallout 3, com "The Family". Aqui são representados como alguém que sofre de desejos canibais, mas contentou-se com o sangue de modo a não se afundar numa insanidade mental ainda maior.[carece de fontes?]